# Villa romaine de Chiragan

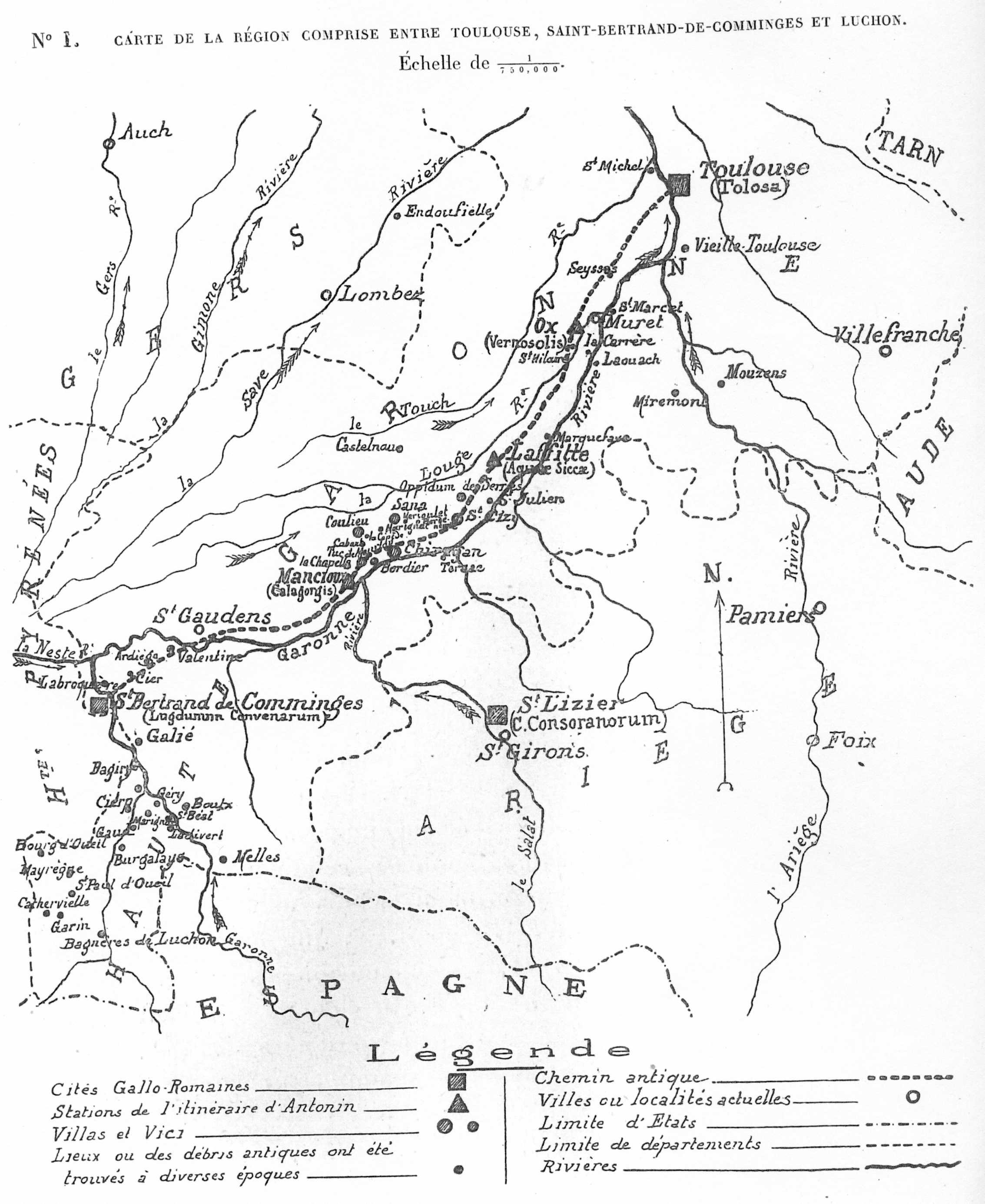
Région de Toulouse-Saint Bertrand de Comminges et localisation de Chiragan.

La villa romaine de Chiragan était une villa romaine qui se trouvait sur la commune française de Martres-Tolosane, dans le département de la Haute-Garonne. Elle fut occupée jusqu'à la fin de l'Empire romain et son caractère exceptionnel est lié aux riches marbres exhumés lors des fouilles qui s'y sont succédé, depuis les premières découvertes au XVIIe siècle et surtout depuis les fouilles menées par Alexandre Du Mège de 1826 à 1830.
Par son importance elle constituait selon certains archéologues du site, dont Léon Joulin, la villa la plus importante d'Europe après la villa d'Hadrien. Les éléments sculptés découverts, d'une importance majeure, ornent désormais le musée Saint-Raymond de Toulouse, qui possède grâce à ceux-ci la collection la plus importante de France de bustes d'empereurs romains, après celle du musée du Louvre. Des copies des œuvres découvertes ont été placées dans un musée dans la commune de sa découverte. Il s'agit du musée archéologique de Martres-Tolosane, implanté dans un donjon médiéval du début du XIIIe siècle sur le tour de ville.
Les œuvres, par leur richesse et leur unité thématique, compliquent l'interprétation de la villa et l'identification du propriétaire du domaine.

## Histoire

### Évolution de l'appellation «Chiragan»
Aujourd'hui, Chiragan est un lieu-dit de la commune de Martres-Tolosane, au sud du bourg, en bordure de la Garonne et occupé par des terrains agricoles. Il est mentionné sous ce nom dans le cadastre napoléonien de Martres-Tolosane consultable en ligne.
Dans un premier temps, la villa de Chiragan a probablement porté le nom de « villa Aconiana », selon le nom de ses propriétaires primitifs, la famille Aconia, nom relativement courant sous l'Empire. En effet, sous un des nombreux bustes retrouvés dans la villa, sur un piédestal, une inscription fut retrouvée: « [Ge]nio / C(ai) Aconi Tauri / Veturi[. », ce qui signifie : « Au génie de Caius Aconius Taurus ». Cette inscription ne semble pas postérieure au IIe siècle. Cependant, au XVIIe siècle, il apparaît que la tradition locale l'appelle plutôt « villa Angonia »  ce qui n'est sûrement qu'une transformation progressive du mot ou la transformation du nom de la ville, appelée auparavant Angonia, et qui à la suite d'un épisode de son histoire incluant des martyrs aurait pris le nom de Martres . Le nom Chiragan viendrait de l'ancien français « chire » ou « chiron », qui signifie « amas de pierre ».

### Évolution dans l'Antiquité
Trois étapes ont été identifiées dans la construction.

#### Premier état: une villa modeste
La première villa date de l'époque d'Auguste et était relativement modeste. Elle comportait cependant des thermes et un péristyle.

#### Second état: le début du IIesiècle
La seconde étape date de l'époque de Trajan, et la bâtisse comprend un atrium et deux péristyles.

#### L'expansion maximale
La dernière date de l'époque de la dynastie des Antonins et à ce moment la surface est égale au tiers de la villa d'Hadrien.

#### La destruction
Les débris recueillis lors des fouilles sont selon Léon Joulin un témoignage des dévastations du temps des invasions du Ve siècle. Notamment les invasions « barbares », sûrement dû aux Vandales ou aux Wisigoths.
Le site sert durant des siècles de carrière de matériaux, même si aux alentours du milieu du XVIIe siècle les vestiges en semblent encore importants.
Le témoignage du chanoine Lebret en 1692 atteste de murs en élévation de 3 à 4 m. Alexandre Du Mège témoigne de la présence de murs de 1 à 2 m de haut lors d'une visite effectuée sur le site en 1812. Les murs en élévation sont détruits à partir du milieu du XIXe siècle, du fait du développement de l'agriculture intensive.

### Histoire des découvertes

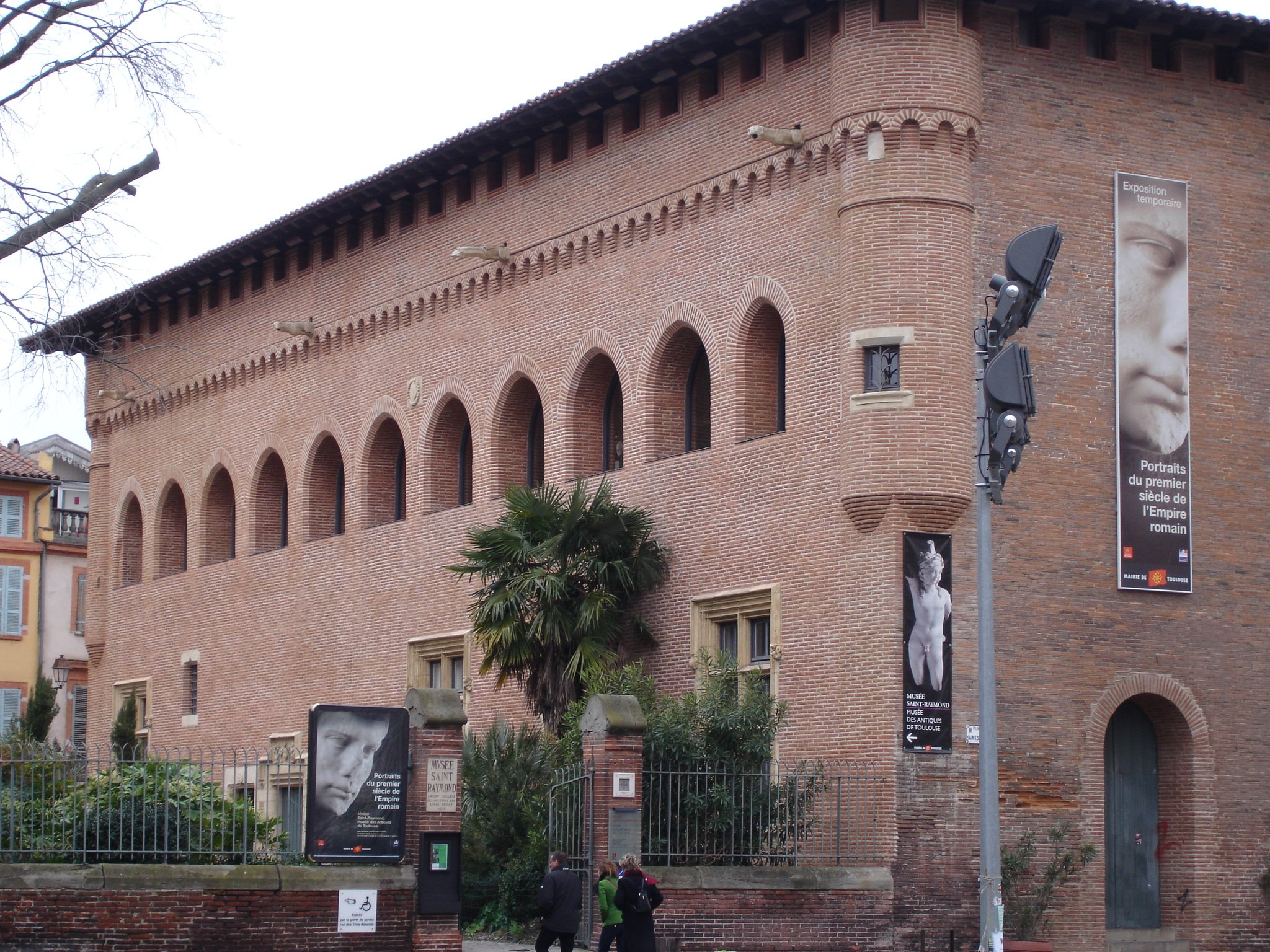
Le musée Saint-Raymond de Toulouse, la galerie des empereurs se situe au niveau de la série d'arcades.

Les premiers fouilleurs ont comme objectif de découvrir des éléments mobiliers ; l'intérêt pour l'architecture de la villa, perceptible à partir des années 1840, ira croissant jusqu'au rôle essentiel de Léon Joulin au tournant du XIXe et du XXe siècle.

#### Premières découvertes
Des découvertes ponctuelles de sculptures sont attestées dès le XVIIe siècle. De beaux éléments sculptés furent trouvés sur le site aux XVIIe – XVIIIe siècles, en particulier vers 1630-1640. Les premières découvertes au cours du XVIIe siècle, sont dues au creusement d'un canal dit du moulin en 1612. À l'extrême fin du XVIIe siècle l'évêque de Rieux fait placer des marbres en provenance de Martres-Tolosane dans le palais épiscopal. Au cours du XVIIIe siècle des découvertes ponctuelles ont lieu.

#### Découvertes majeures au XIXesiècle

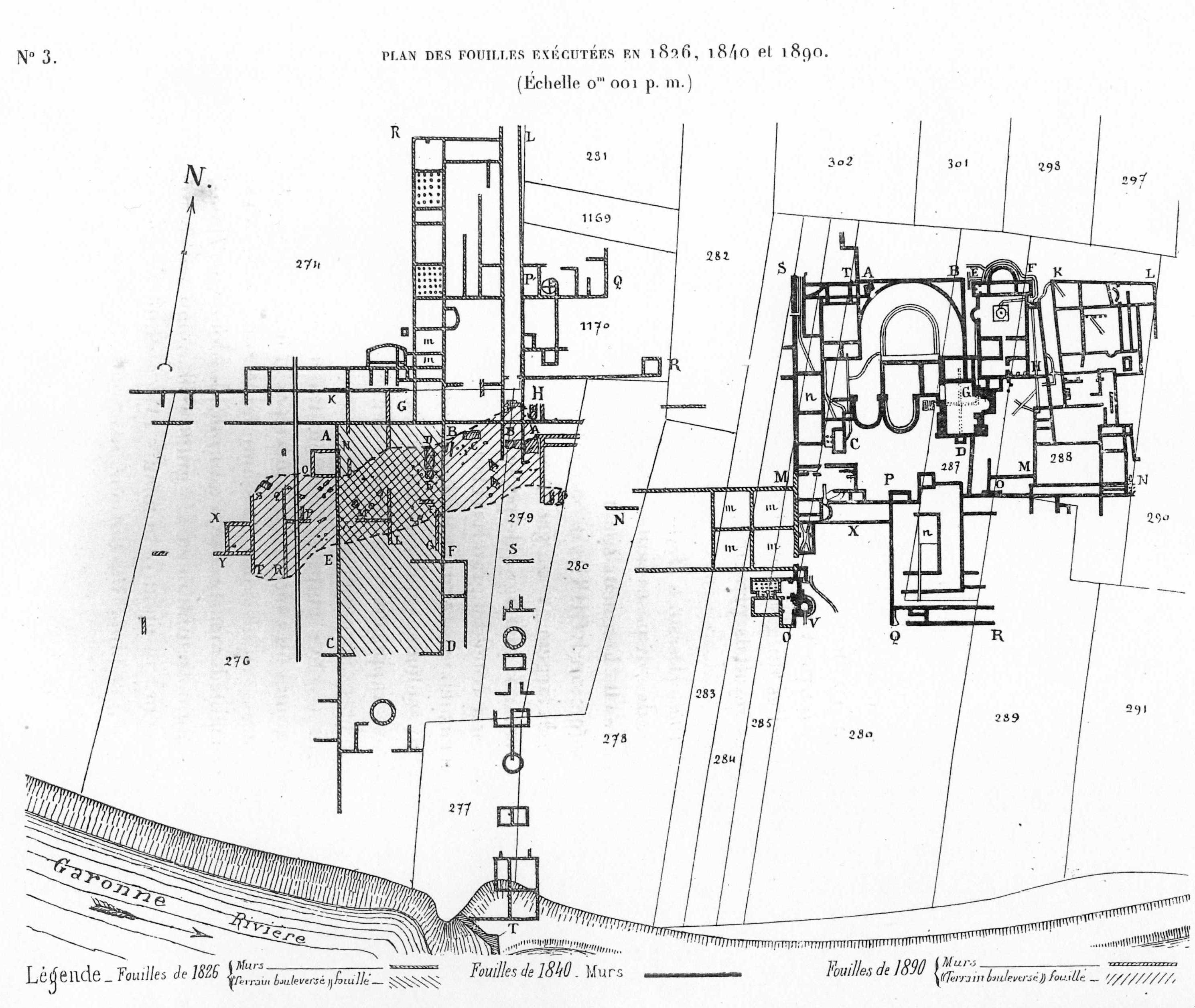
Bilan des fouilles du XIXe siècle par Léon Joulin en 1901.

Une crue ou une forte pluie consécutive à un violent orage a mis au jour des vestiges de la villa le 23 mai 1826. Le maire de Martres-Tolosane prévient le maire de Toulouse, qui charge Alexandre Du Mège, inspecteur des antiquités, de mener des fouilles.
Alexandre Du Mège met au jour de nombreux éléments sculptés, dont il fait une véritable « récolte ». Une convention est signée avec le propriétaire du champ afin de déposer les trouvailles au musée de Toulouse. Une grande partie des découvertes eut lieu les 21 et 22 septembre 1826, Alexandre Du Mège écrivant au maire de Toulouse qu'« à chaque quart d'heure je vois sortir du sein de la terre un dieu, une déesse, un empereur ». Déposées à la mairie de Martres-Tolosane, les sculptures rejoignent par charrette leur emplacement définitif. Le fouilleur signale des mosaïques, hypocaustes et traces de peintures dans la partie inférieure des murs. Les fouilles dans la villa menées par Du Mège se déroulent jusqu'à la révolution de 1830.
De nouvelles fouilles sont menées par la Société archéologique du Midi de la France de 1840 jusqu'en 1842, puis de 1842 à 1848 pour relier les nouvelles découvertes aux espaces dégagés par Alexandre Du Mège. Les fouilleurs du début des années 1840 concentrent leurs recherches à l'est de l'aire fouillée par Du Mège et effectuent des relevés des murs retrouvés. Ces fouilles mettent au jour des thermes. Les fouilles de 1842 à 1848 semblent avoir donné moins d'objets, mais avoir complété les connaissances déjà acquises du site.
Des découvertes ponctuelles continuent au cours du XIXe siècle, le plus souvent fortuites.

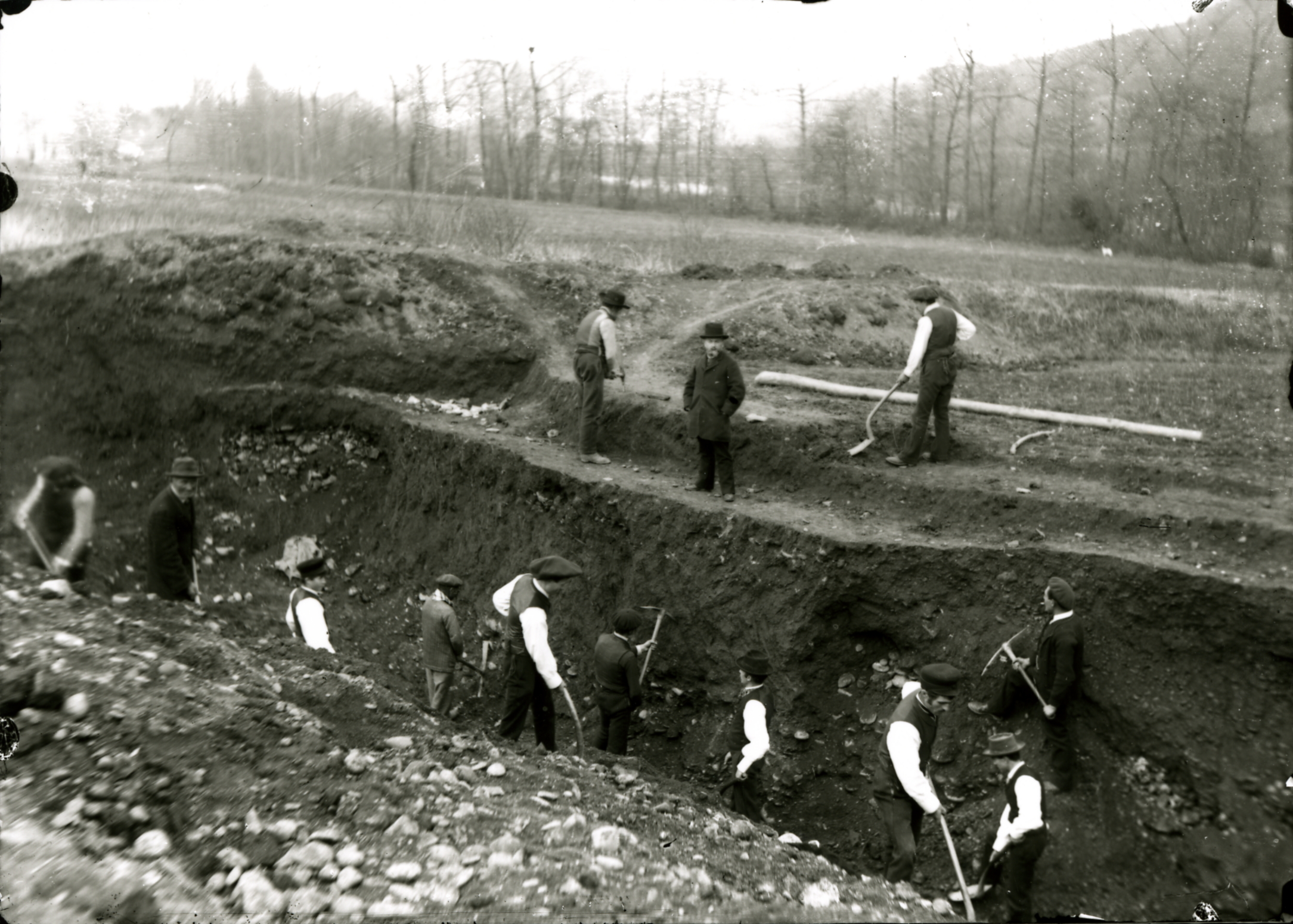
Fouilles sur le site de Chiragan en 1890-1891.

Une nouvelle campagne de fouilles commence en 1890-1891, sous la direction d'Albert Lebègue, enseignant d'antiquités gréco-romaines à l'université de Toulouse, avec comme objet de vérifier les dires d'Alexandre Du Mège. La communauté scientifique était très suspicieuse envers ce dernier et les découvertes mobilières effectuées sur le site, et les fouilles avaient le but de « dissiper les doutes ». Les fouilles se concentrent donc sur le mobilier même s'il fait des observations sur les substructions rencontrées. Les fouilles du secteur fouillé par Du Mège confirment le bouleversement du terrain et les vestiges signalés par ce fouilleur même si finalement Lebègue ne fait pas confiance au plan de Du Mège. Julie Massendari signale que les fouilles de Lebègue sont beaucoup plus profondes que celles de Du Mège et que les destructions liées aux exploitations agricoles ont pu bouleverser le site.
Albert Lebègue meurt en 1894, ce qui arrête toute recherche. Les fouilles sont reprises par A. Ferré en 1894-1895, avec quelques résultats : Ferré identifie les vestiges retrouvés comme ceux d'ateliers construits en matériaux périssables et recouverts de tuiles.

#### Action décisive d'un précurseur: Léon Joulin

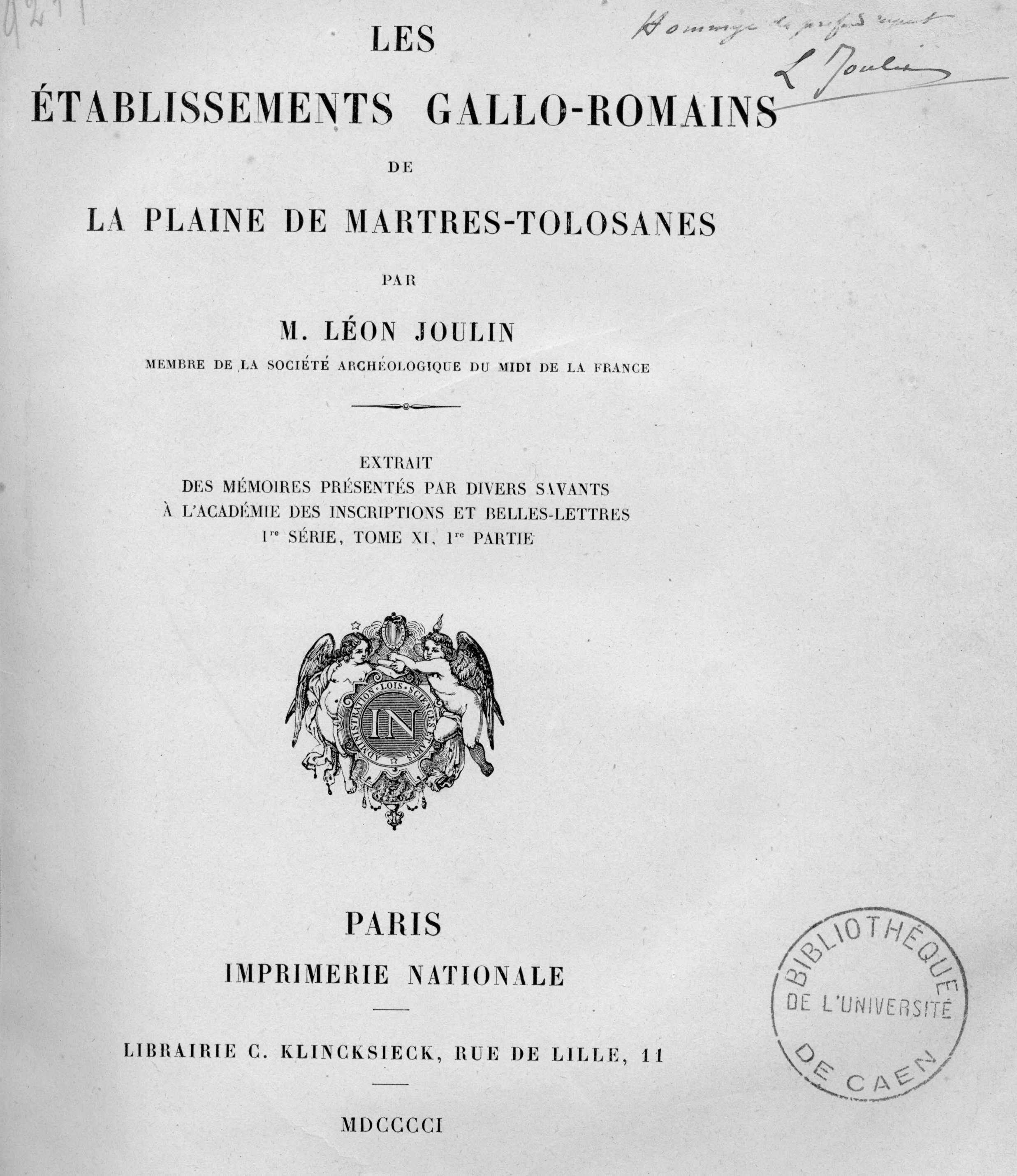
Frontispice de l'ouvrage de synthèse fondamental de Léon Joulin publié en 1901.

Léon Joulin, en désaccord avec certaines conclusions émises, effectue des fouilles d'envergure financées par l'État, le département et la ville de Toulouse, avec l'aide d'A. Ferré de 1897 à 1899. Son travail est publié en 1901.
Il reprend l'essentiel du travail effectué par ses prédécesseurs pour proposer une nouvelle lecture du site et une synthèse, basée sur une lecture du site dans son environnement de la plaine de Martres-Tolosane et il élabore en particulier un plan qui fait encore autorité aujourd'hui d'un ensemble qu'il identifie comme une villa vaste de 16 ha. Les techniques qu'il utilisa alors, basées sur la stratigraphie, en font un pionnier de l'archéologie méthodique.

#### Dernières fouilles

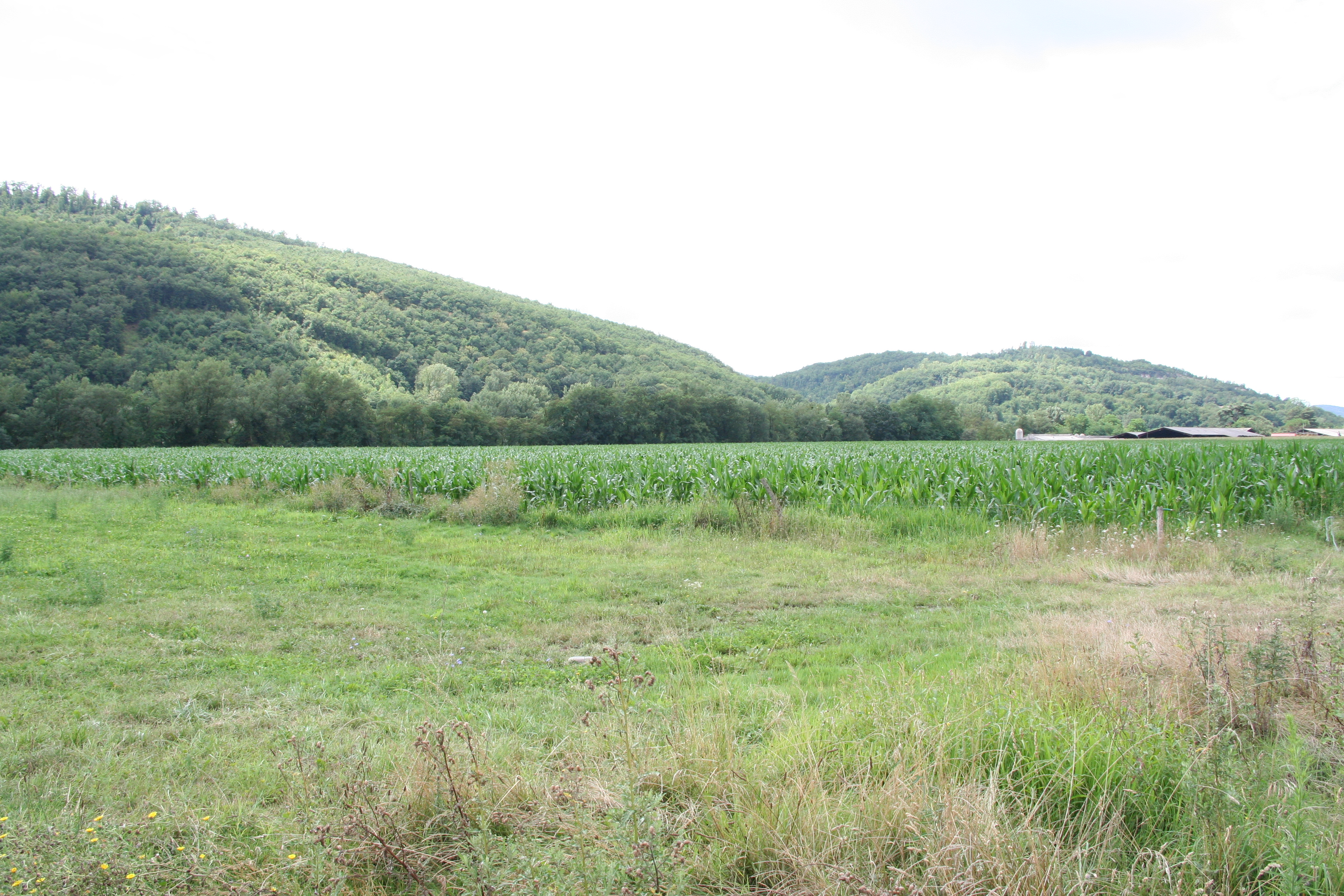
Paysage agricole du lieu-dit Chiragan à Martres-Tolosane.

De nouvelles découvertes fortuites ont lieu au XXe siècle, en 1905, puis encore en 1920 et 1930. À la suite de travaux de creusement du canal de Palaminy l'aqueduc de la villa est localisé.
Un dégagement important a lieu en 1969 mais le site est remblayé par la suite.
À la suite d'une enquête menée en 1994, les parcelles cadastrales constituant le site sont inscrites au titre des monuments historiques par arrêté du 6 mai 1998. Des sondages géophysiques sur le site de la villa, recouvert de terre, ont lieu en 2000, 2001 puis 2003. Ces études confirment largement le plan majeur réalisé par Léon Joulin en 1901, du moins dans ses grandes lignes.

## Description
La villa se trouvait sur les bords de la Garonne, à proximité de la voie de Toulouse à Dax et elle fut occupée entre le Ier et le IVe siècle. Elle aurait été équipée d'un quai et d'une jetée selon des observateurs du XIXe siècle, ces éléments ayant malheureusement été détruits lors d'une inondation.
Les bâtiments occupaient un enclos d'une superficie de 16 ha et étaient au nombre de 80, sur 3 ha. L'emprise de la villa est établie selon les dernières recherches archéologiques à 18 000 m2 .
Ils comprenaient à la fois les éléments nécessaires à la production agricole et la résidence du propriétaire, avec un portique monumental, de nombreux espaces verts et des thermes privés.
Entre le domaine seigneurial et la partie agricole, plusieurs petites maisons se dressent : ce sont les logements créés pour les employés, ainsi que les ateliers et les fabriques, et certains abris pour animaux, rassemblés en un petit village.
Les vestiges de la villa sont peu importants en dépit de la richesse du matériel découvert.

### Lapars urbana
La pars urbana comportait des dizaines de pièces. Le rez-de-chaussée à lui seul comprenait plus de 200 chambres et autres salles, des parcs, des cours d'honneur et de nombreux portails prestigieux.

### Lapars rustica
Les bâtiments d'exploitation, sur trois lignes, étaient compris dans une enceinte de 1 500 m de long. Les bâtiments avaient une vocation agricole, avec écuries, porcheries, greniers, etc. ; mais ils avaient aussi un rôle artisanal avec la présence d'ateliers de tisserands et de fondeurs.
Il semble que le domaine agricole lié à la villa était d'une superficie supérieure à 1 000 ha. 400 personnes vivaient sans doute sur le domaine.

## Œuvres découvertes
Les premiers fouilleurs furent impressionnés par l'importance des marbres, décors architecturaux et sculptures remis au jour, dont environ 300 statues.
Les bâtiments résidentiels étaient ornés de reliefs de marbre représentant les travaux d'Hercule, datés du IIIe siècle, et des clipei (boucliers) ornés d'images de divinités. En outre furent découvertes de nombreuses statues, copies de statues grecques réalisées à Rome et une galerie de portraits d'empereurs et autres personnages. Les sculptures sont désormais conservées au musée Saint-Raymond de Toulouse.

### Éléments architecturaux

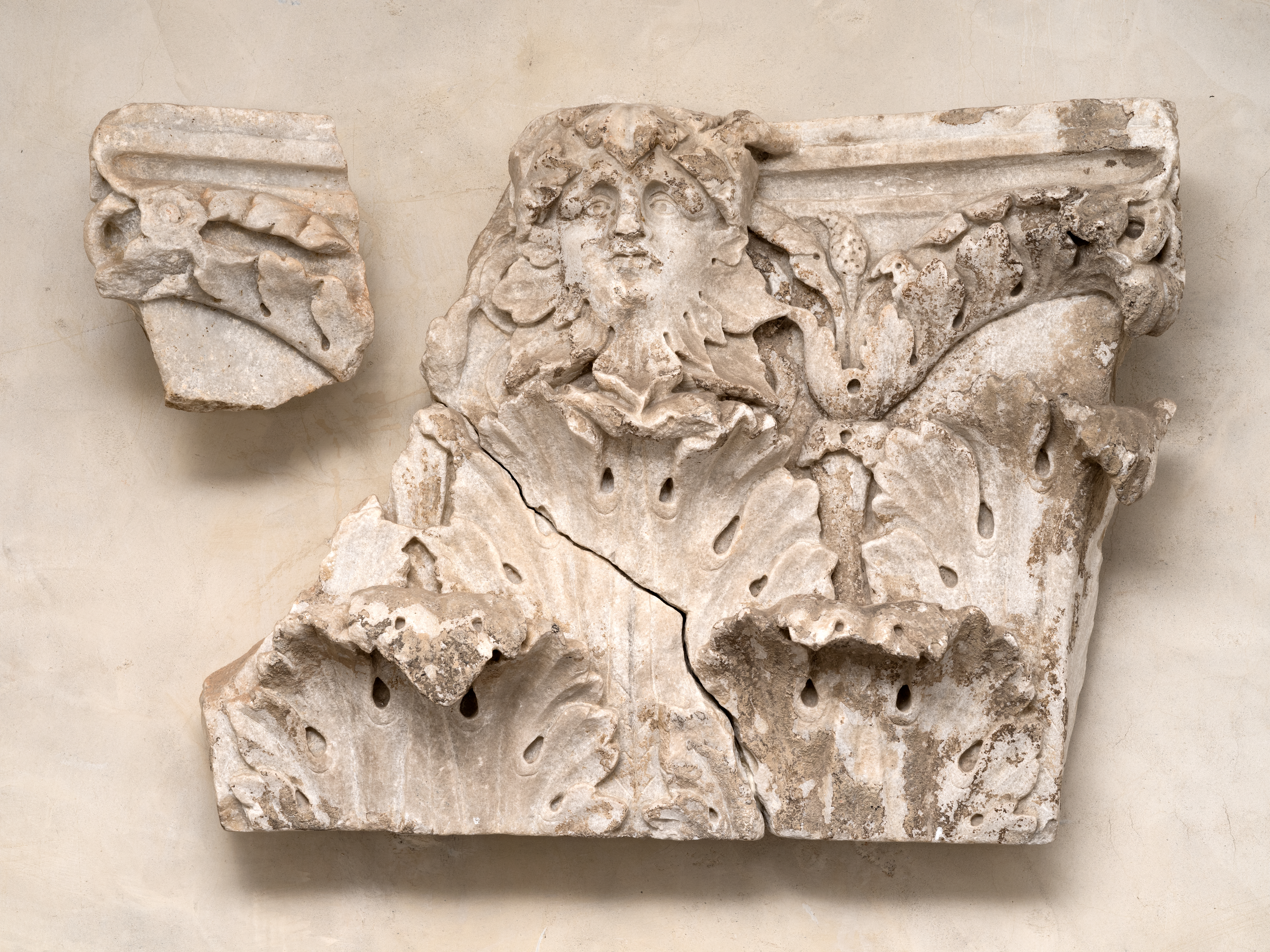
Chapiteau, musée Saint-Raymond de Toulouse.

Des fragments architecturaux ont été découverts lors des fouilles, dont des chapiteaux et des chambranles de portes.

### Les boucliers
Les fouilles ont livré des éléments d'au moins 12 boucliers, clipei avec des sculptures en haut-relief, dits aussi tondi. Le diamètre de ces pièces est compris entre 75 et 90 cm ; elles ont été qualifiées de style grossier et devaient être exposées en hauteur.
Six de ces boucliers appelés clipei sont bien conservées et exposés au musée Saint-Raymond :
- Vulcain[Inv 1] ;
- Cybèle[Inv 2] ;
- Minerve casquée[Inv 3] ;
- Hygie[Inv 4] ;
- Attis[Inv 5] ;
- Esculape[Inv 6].

D'autres fragments ont été découverts, dont peut-être ceux d'une représentation de Vénus et de Diane, .

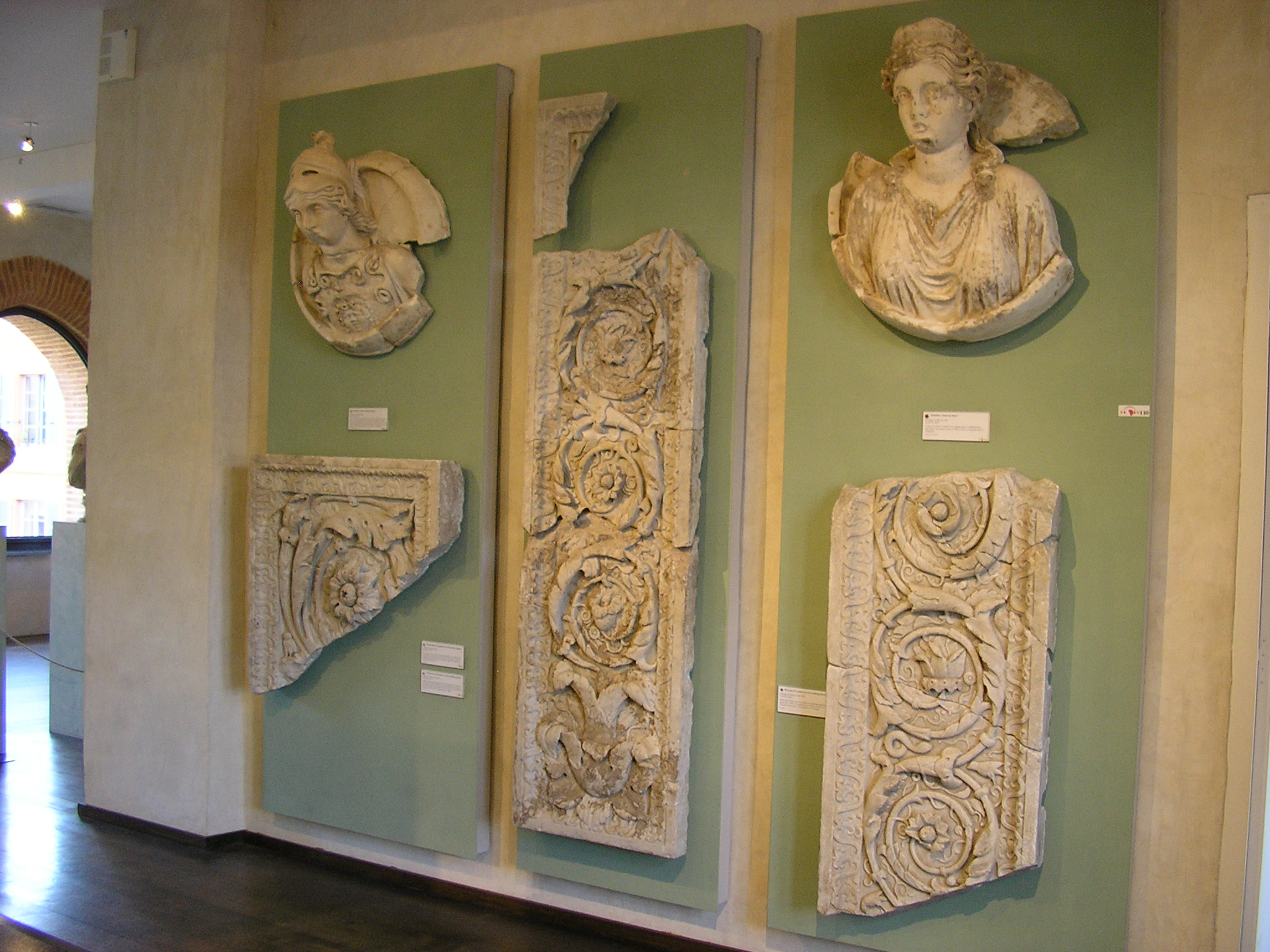
Deux boucliers exposés en compagnie d'éléments de décor architecturaux en marbre.
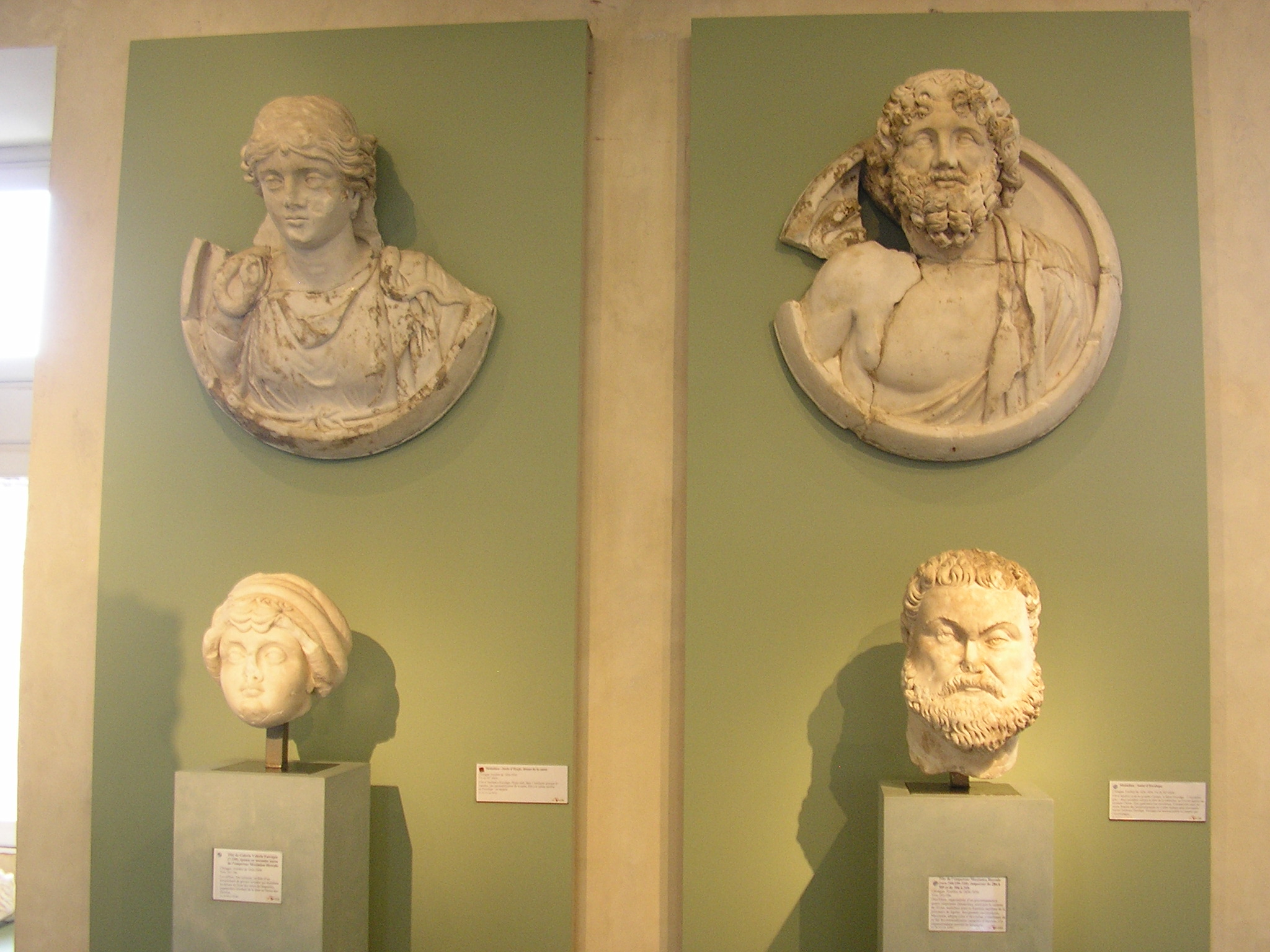
Deux boucliers exposés avec des têtes sculptées.
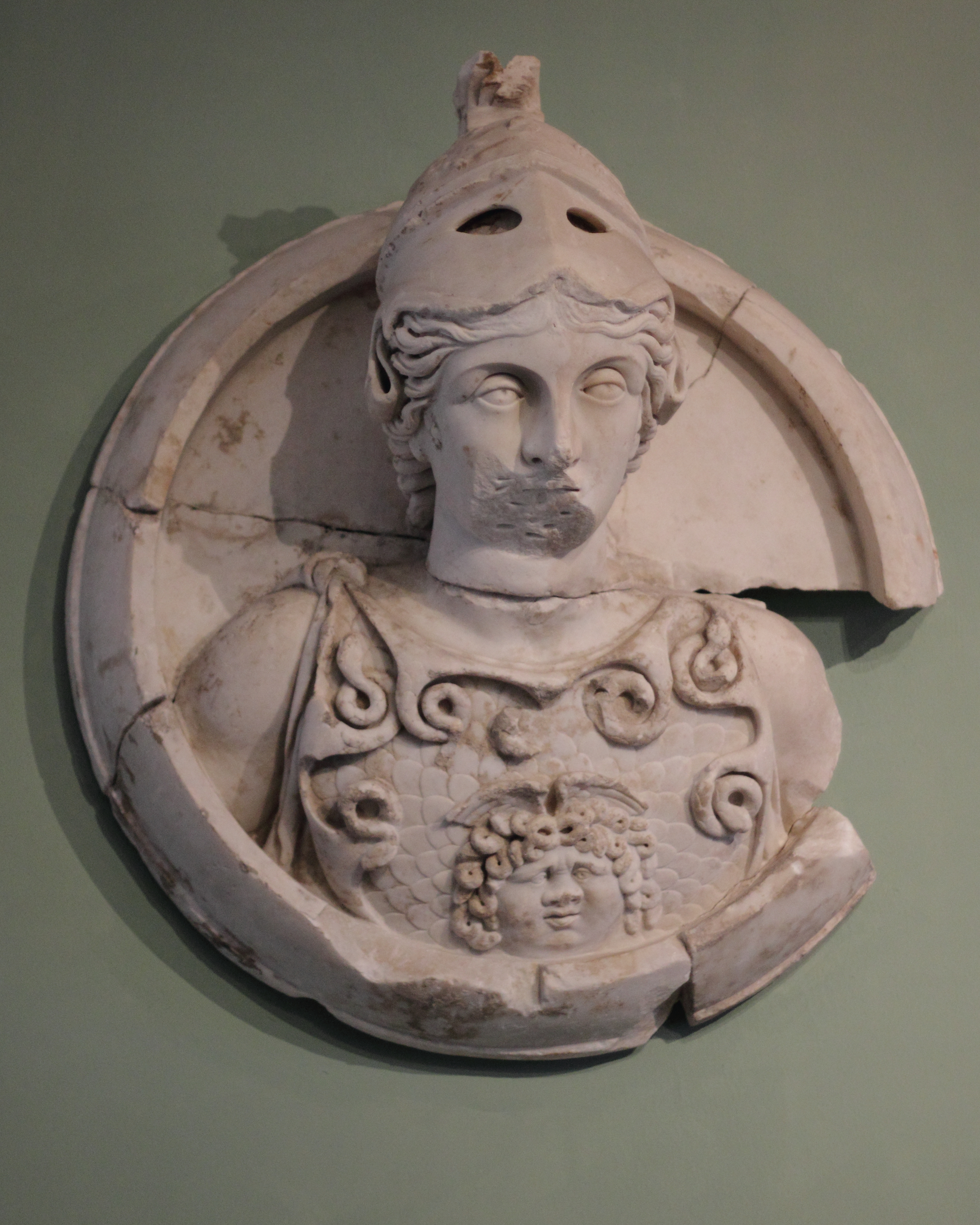
Minerve casquée avec une représentation de Méduse.

### La galerie des empereurs

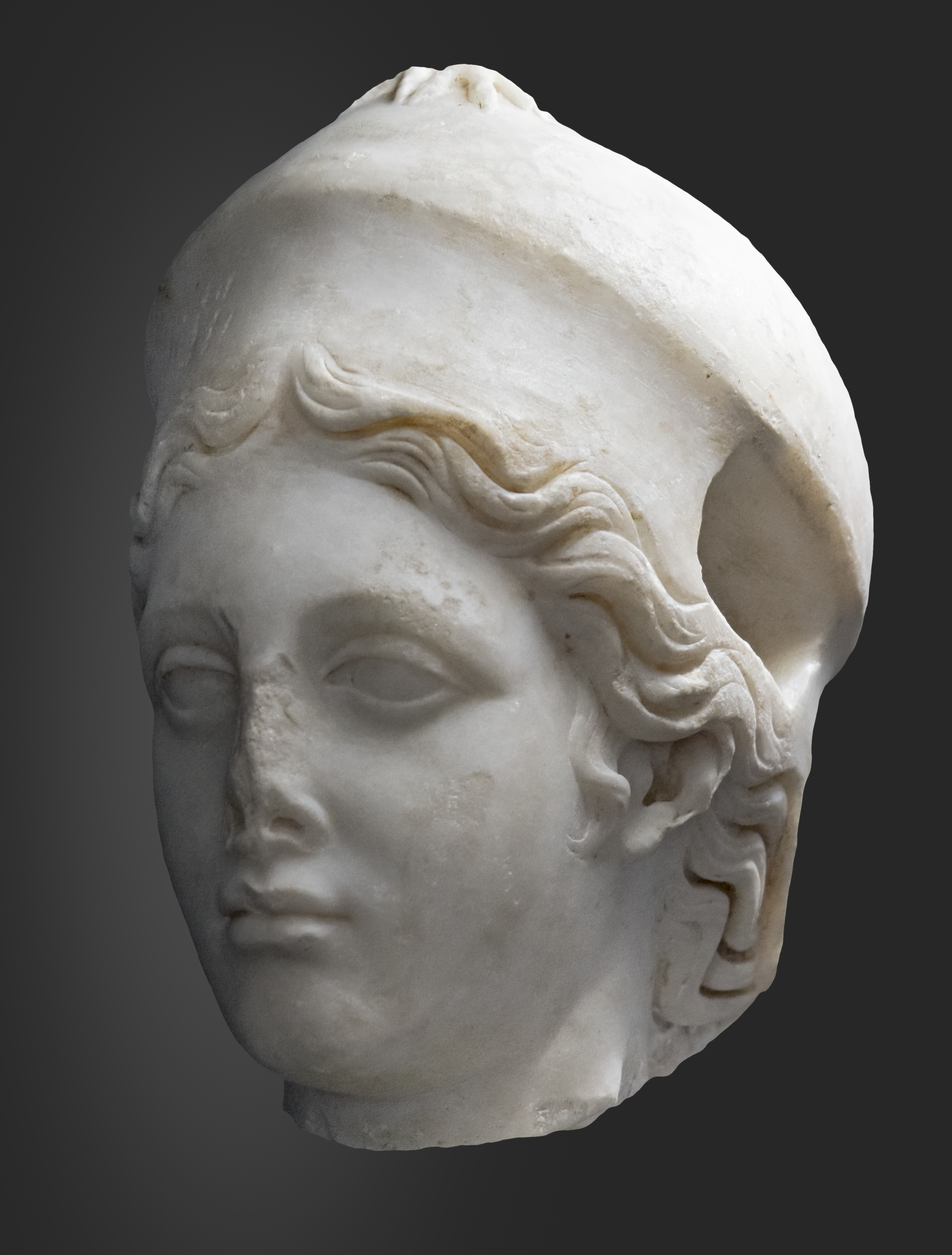
Tête d'Athéna
Satyre et Hermaphrodite
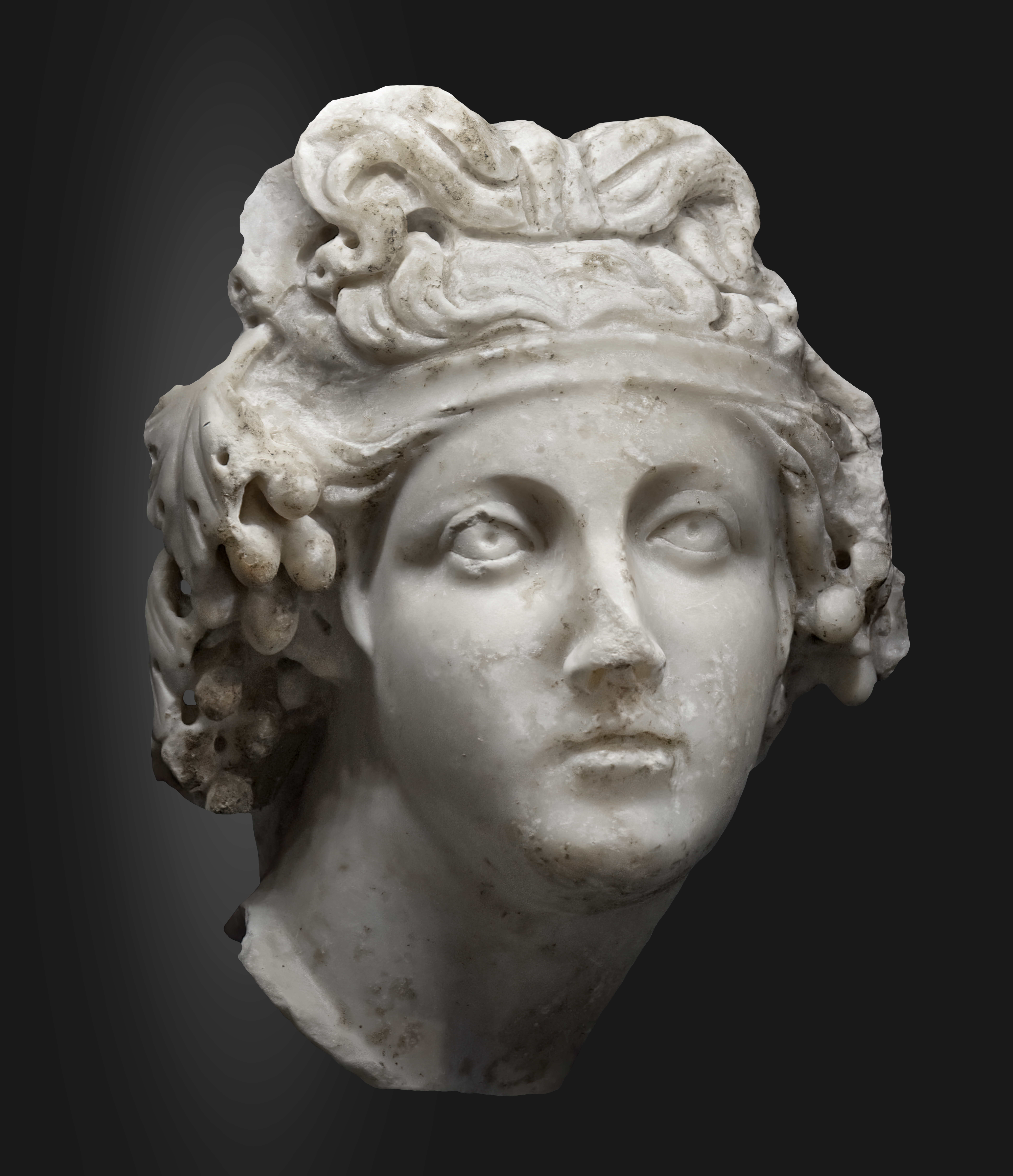
Ariane ou Ménade
Ariane sur l'ile de Naxos
Deux captives aux pieds d'un empereur
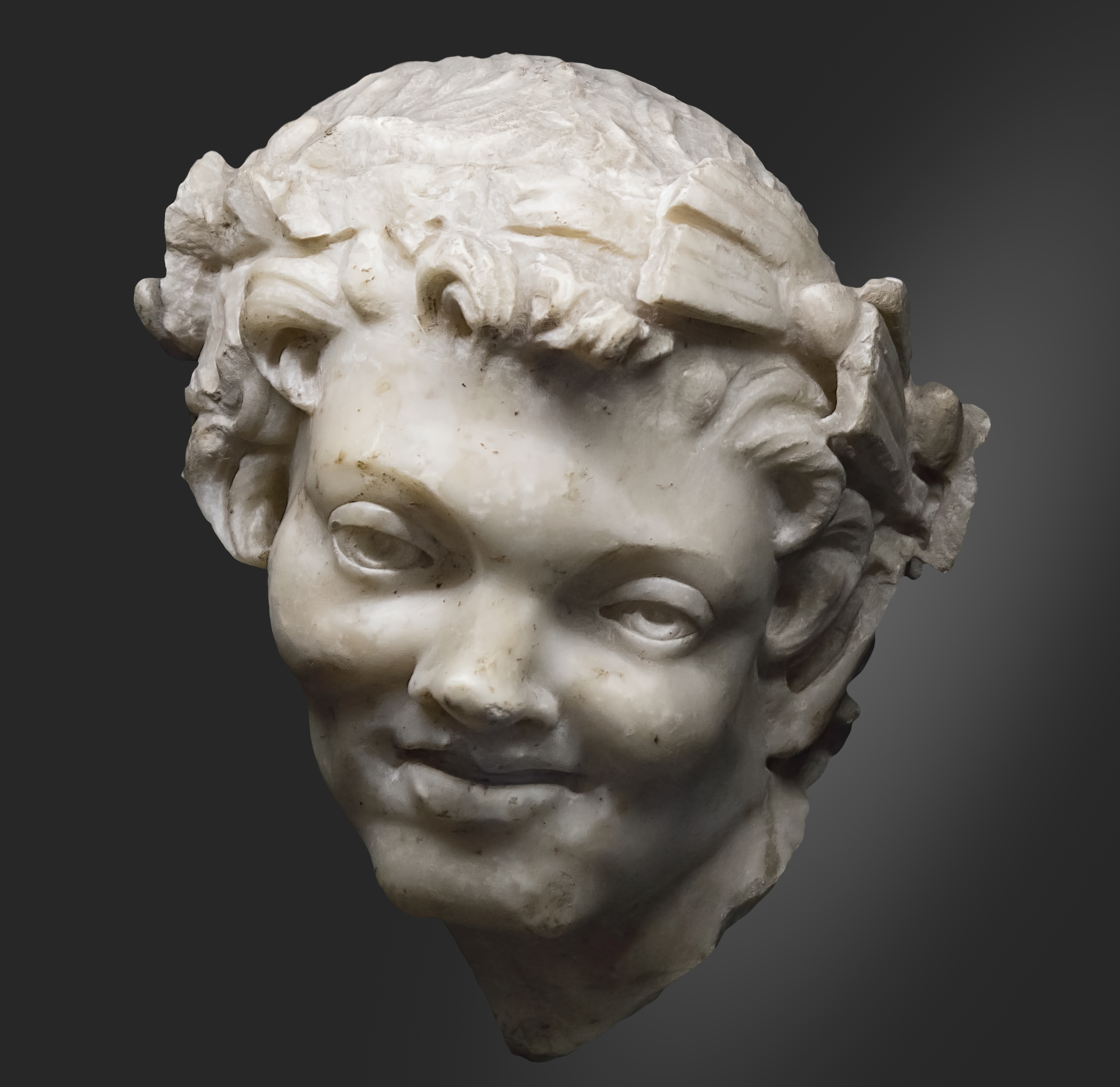
Tête de satyre
Dieu-fleuve sous un rocher surmonté d'un aigle
Eros du type Centorelle
Jeune homme effrayé
Hygie, déesse de la Santé
La déesse Déméter ou figure allégorique du deuil
Dieu-fleuve

Les propriétaires de la villa de Chiragan avaient fait aménager une galerie dans laquelle ils exposèrent les divers empereurs et autres personnages dont l'identité nous échappe pour certains d'entre eux. La chronologie des bustes retrouvés va du Ier siècle au IVe siècle. Un grand nombre de nez des empereurs a été brisé. Dès 1826 de nombreux portraits ont été dégagés.
- Antonin le Pieux, buste en marbre de Göktepe (Turquie), IIe siècle. Inv. Ra 60, nommé par Hadrien en 138, pour lui succéder, il règne pendant 23 ans. Dernier visage impérial de Chiragan aux yeux lisses.
- Marc Aurèle, buste en marbre de Göktepe, vers 170-180. Inv. Ra61b.

Septime Sévère, buste cuirassé en marbre de Göktepe (Turquie), entre 195-200. Inv. Ra 66a.
Septime Sévère
Buste d'Auguste du type dit de « Prima Porta ».
Tête de Tiberius Gemellus
Portrait d’enfant
Portrait d’enfant
Buste d'homme cuirassé
Tête de Lucius Verus
Portrait d’un inconnu
Portrait d’un inconnu
Buste à paludamentum frangé d’un haut fonctionnaire de l’Empire
Buste héroïsé d’un homme d’âge mûr
Buste d’un intellectuel
Buste d’homme héroïsé
Portrait d’homme inconnu
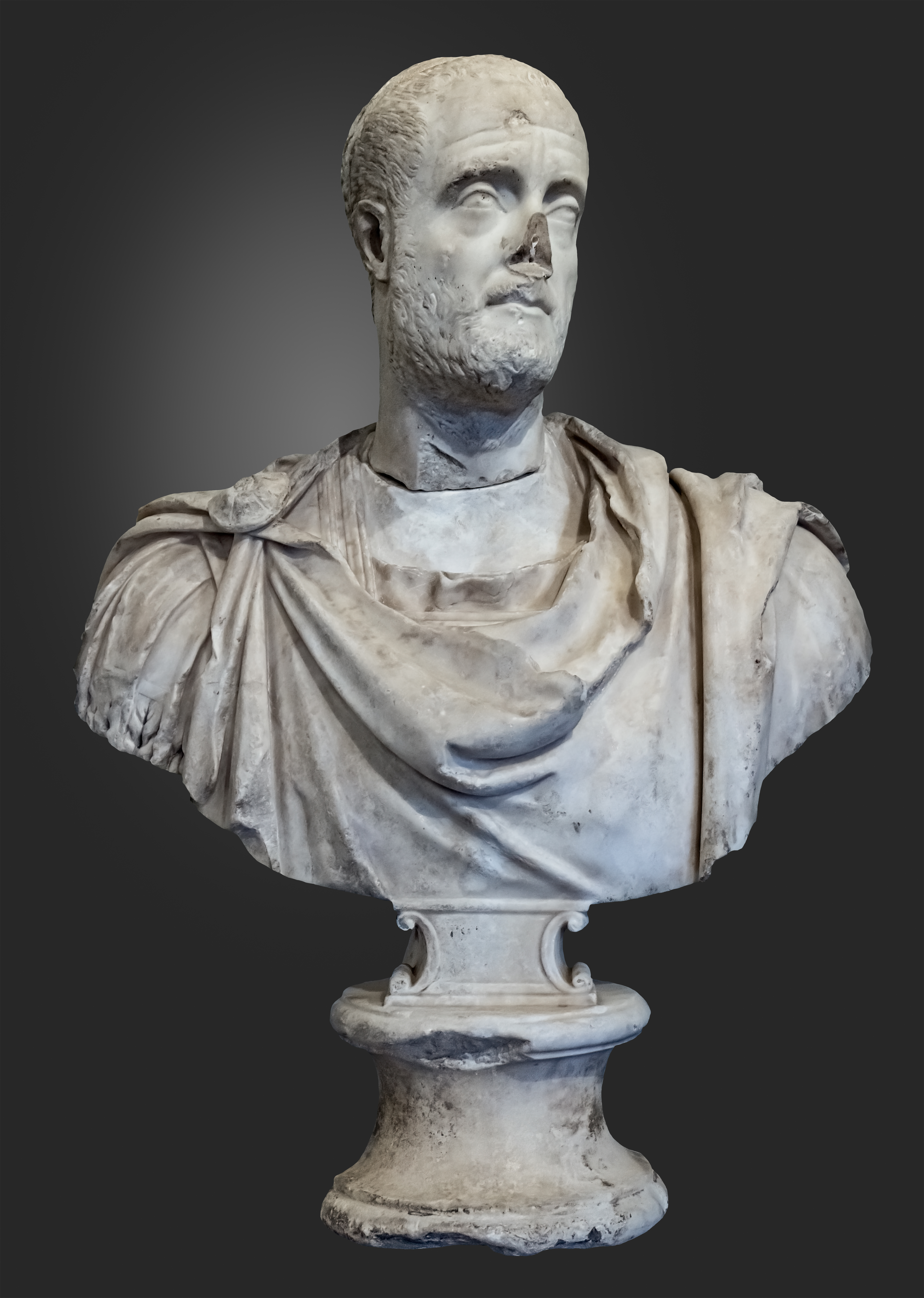
Buste cuirassé et drapé dans un paludamentum d’un haut fonctionnaire de l’Empire
Buste de jeune garçon
Portrait de Sévère Alexandre
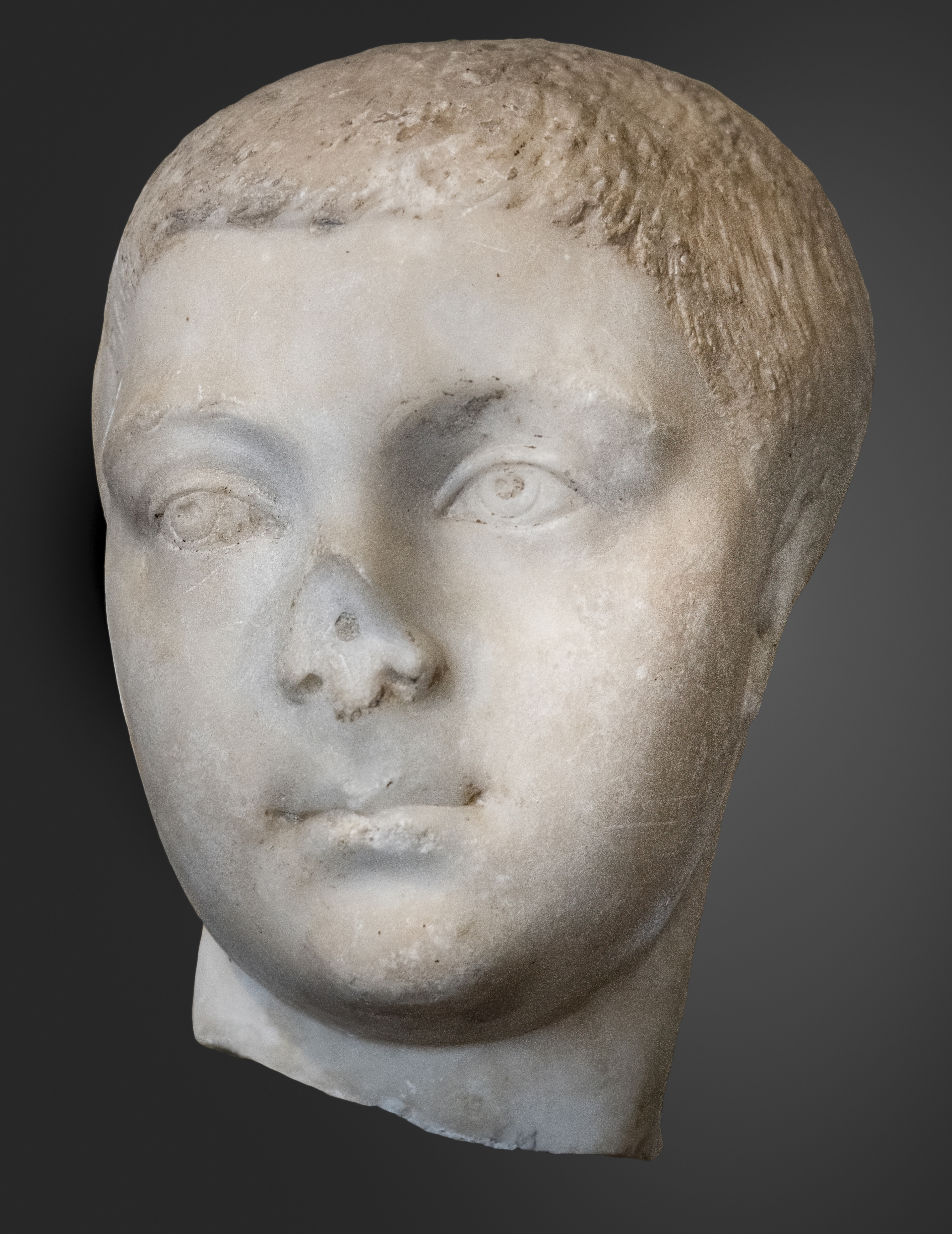
Portrait de Philippe le jeune
Portrait de C. Fulvius Plautus Hortensianus
Buste de militaire complété d’une tête
Buste à paludamentum frangé d’un haut fonctionnaire de l’Empire
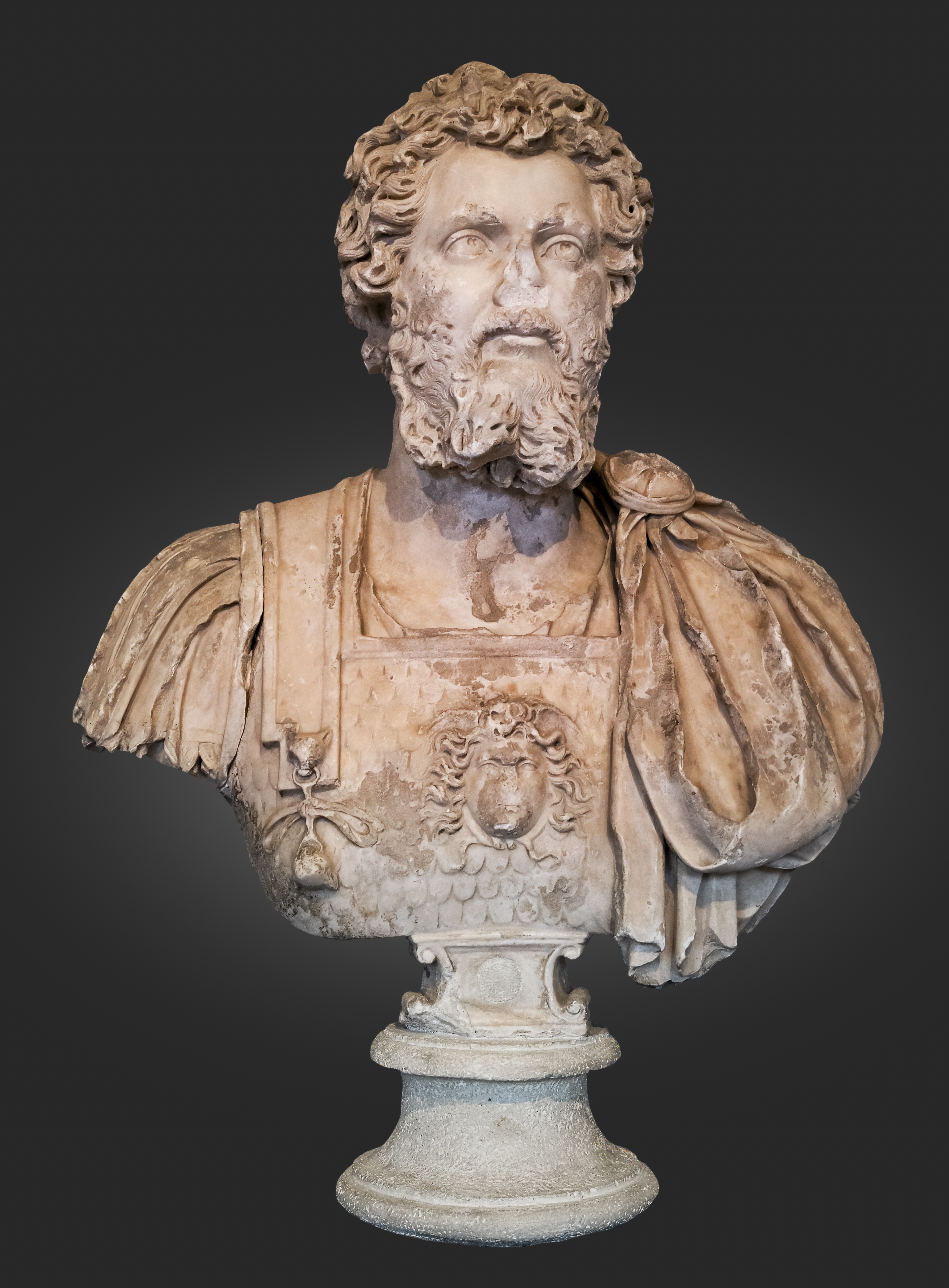
Buste cuirassé de Septime Sévère
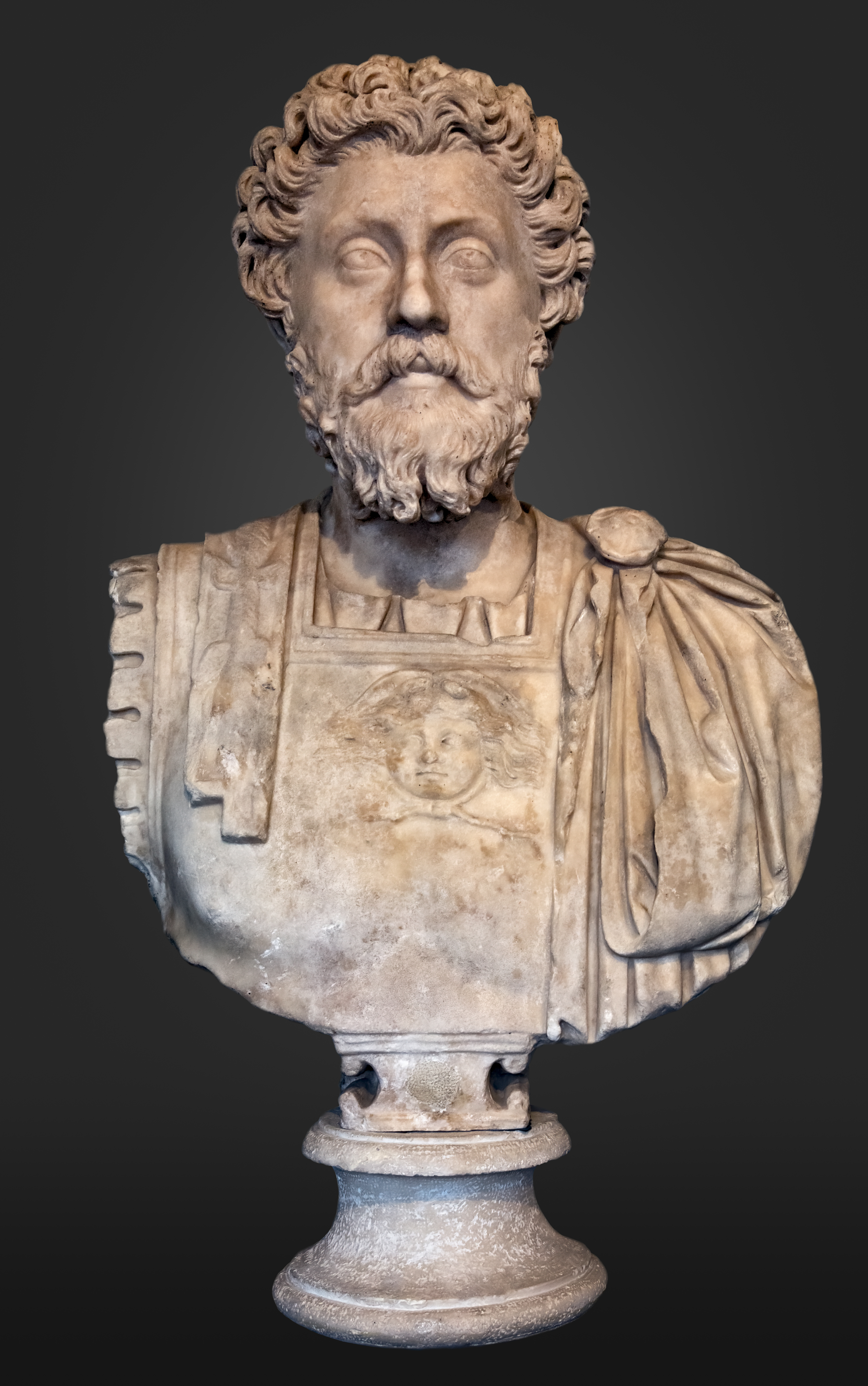
Buste cuirassé de Marc Aurèle âgè
Buste de Marc Aurèle César
Portrait d'Antonin le Pieux
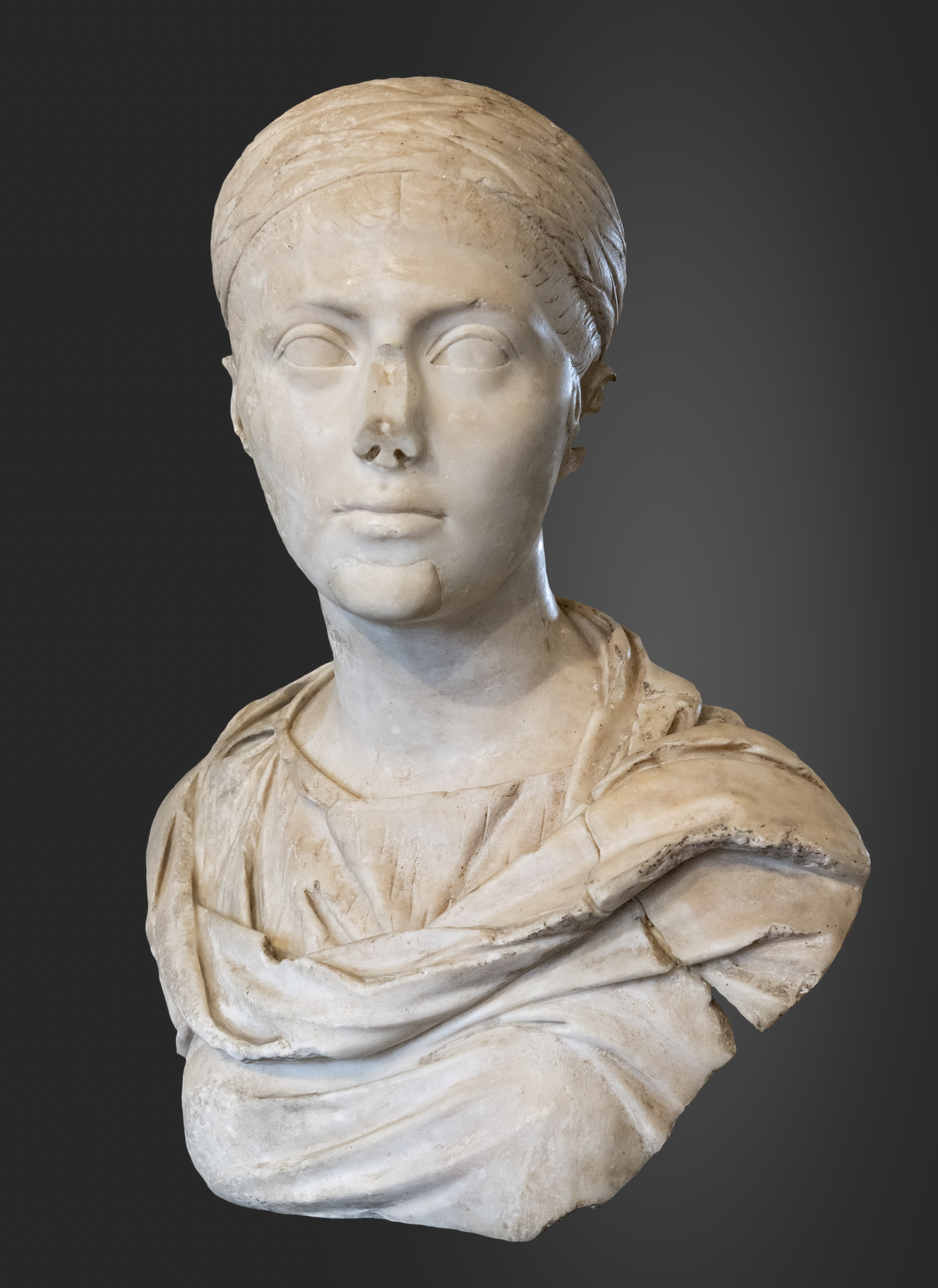
Buste d'une inconnue
Buste de jeune homme
Buste de jeune homme
Buste de Trajan type dit 'du sacrifice'.
Buste de Trajan type dit 'des Decennalia'
Buste de Caracalla, vers 198.
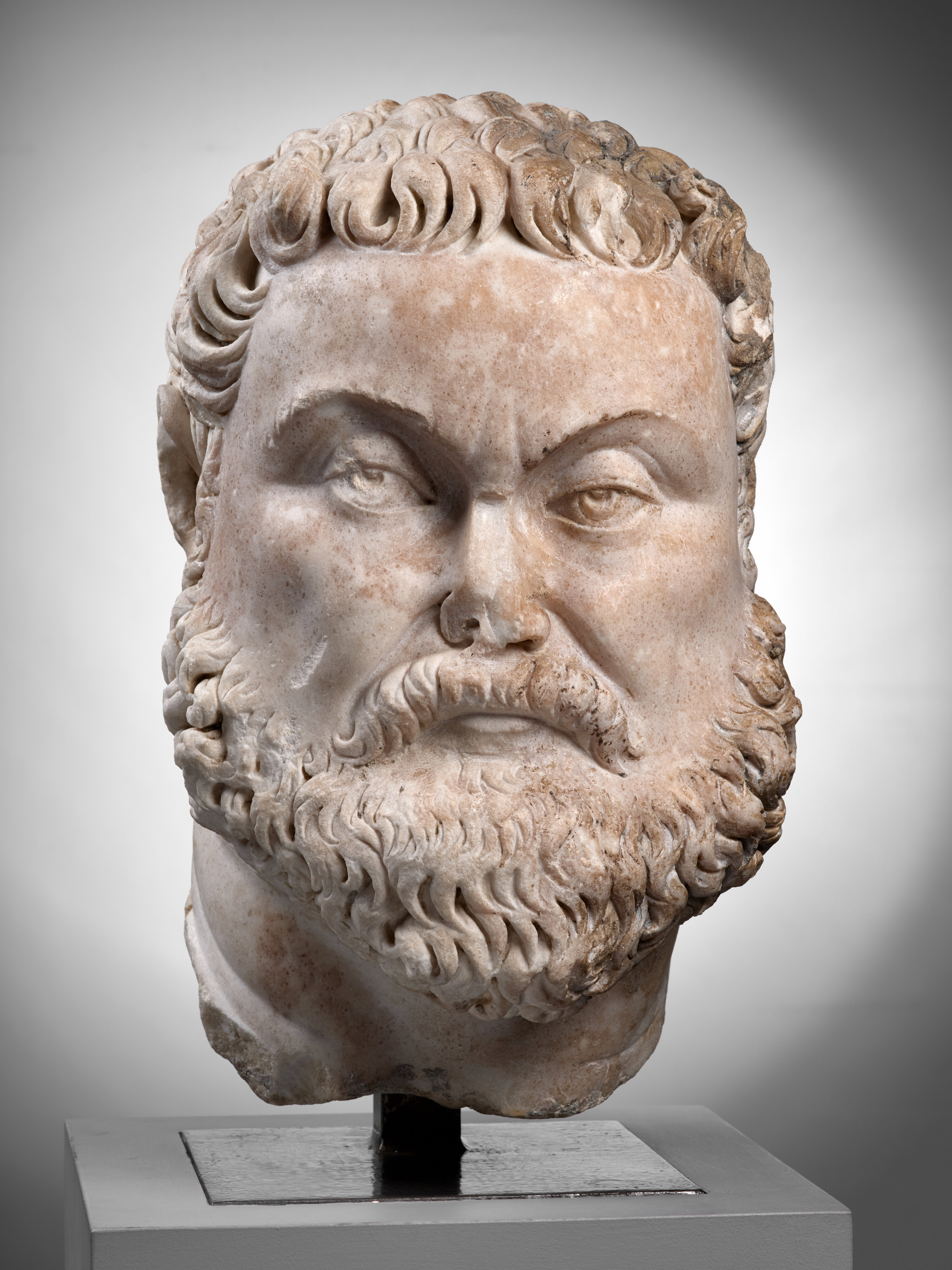
Tête quasi colossale de Maximien Hercule, inv. Ra 34 b
Portrait d'une inconnue, 375-425 ap. J.-C.
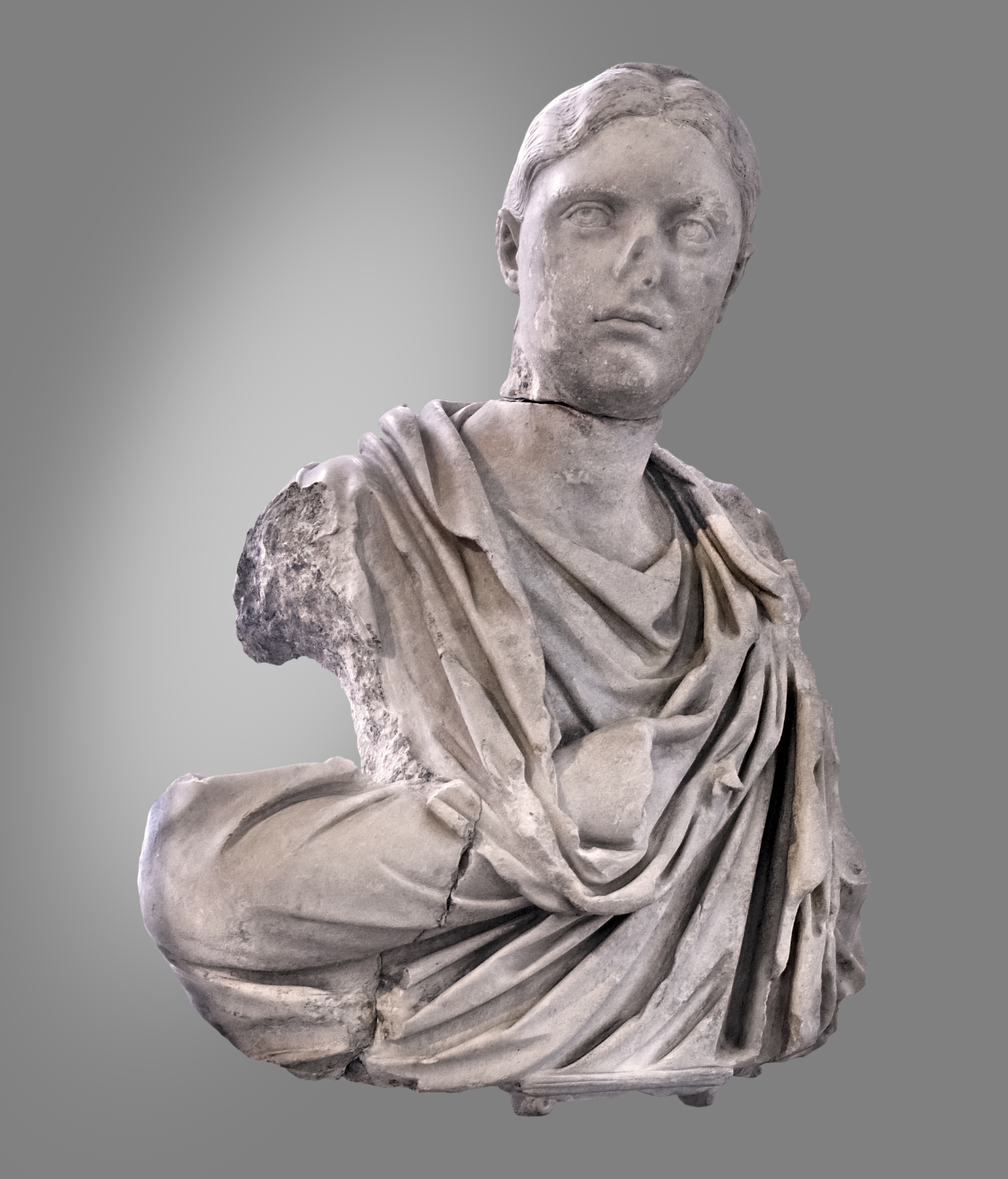
Buste d'Herennia Etruscilla
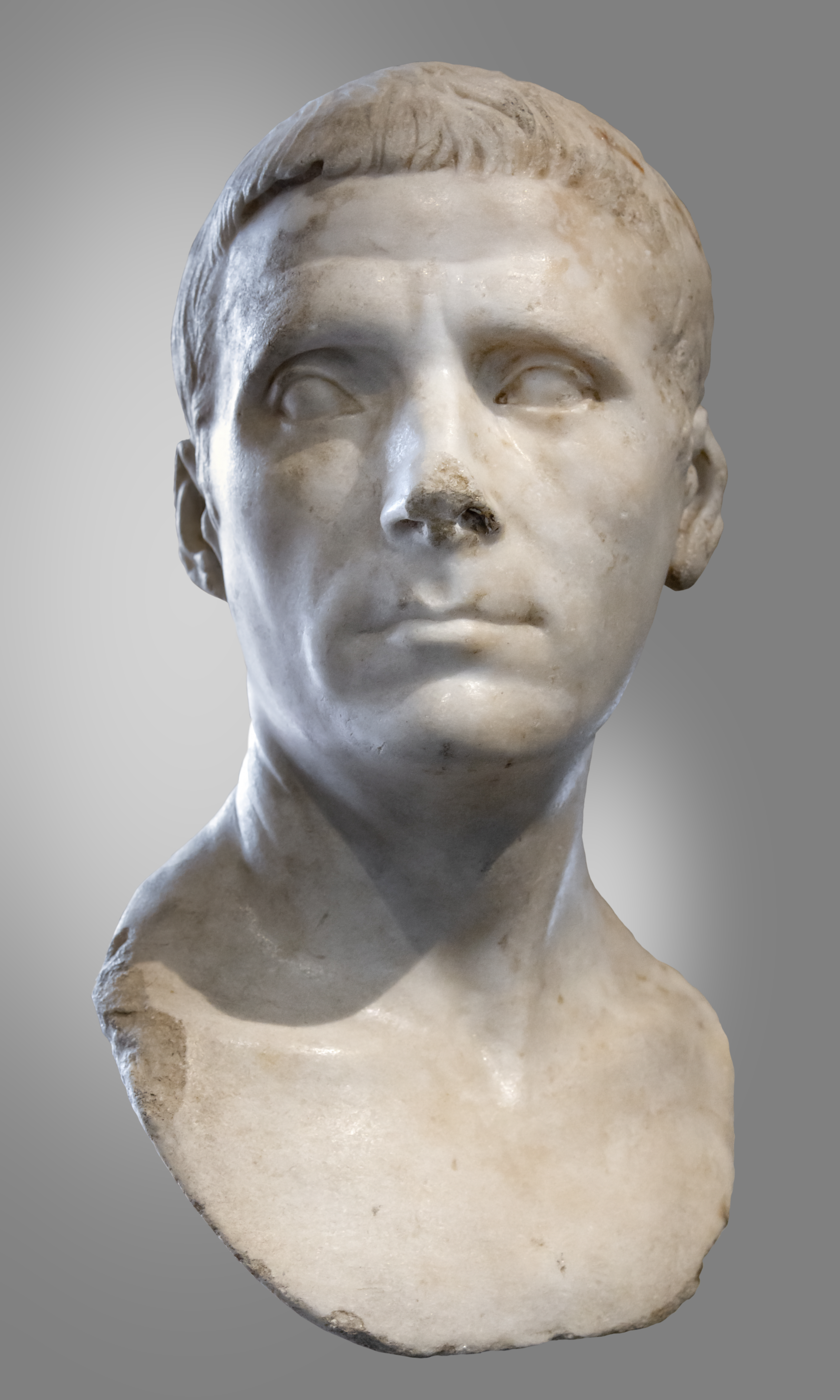
Buste d'un inconnu
Buste de Sabine
Tête d'Antonia Minor type 'Schläfenlöckchen'

### Les travaux d'Hercule
Les représentations des reliefs des travaux d'Hercule retrouvées dans les fouilles de la villa de Chiragan constituent un ensemble unique au monde et ont été beaucoup étudiées en raison de leur aspect stylistique baroque.
Elles ont été retrouvées progressivement et sont dans un état de conservation divers, si certains éléments en sont bien conservés, d'autres ne le sont qu'à l'état fragmentaire. Les marbres étaient peints initialement. Le marbre utilisé est peut-être un marbre local issu des carrières de Saint-Béat. La taille des représentations est approximativement 1,44 m sur 0,88 m. L'ensemble a été étudié par Daniel Cazes entre 1994 et 1999, ce qui a permis de compléter les identifications à partir de nombreux fragments.
Initialement considérées comme des métopes d'un temple, les sculptures des travaux d'Hercule furent considérées par Léon Joulin comme appartenant à une « surface murale divisée par des pilastres ».
La datation qui en a été proposée évoque le IIe ou la fin du IIIe siècle, en liaison avec la grande popularité d'Hercule sous l'empereur Commode ou Maximien Hercule. De manière plus générale les divinités honorées par certains empereurs sont particulièrement représentées.

Lex travaux d'Hercule
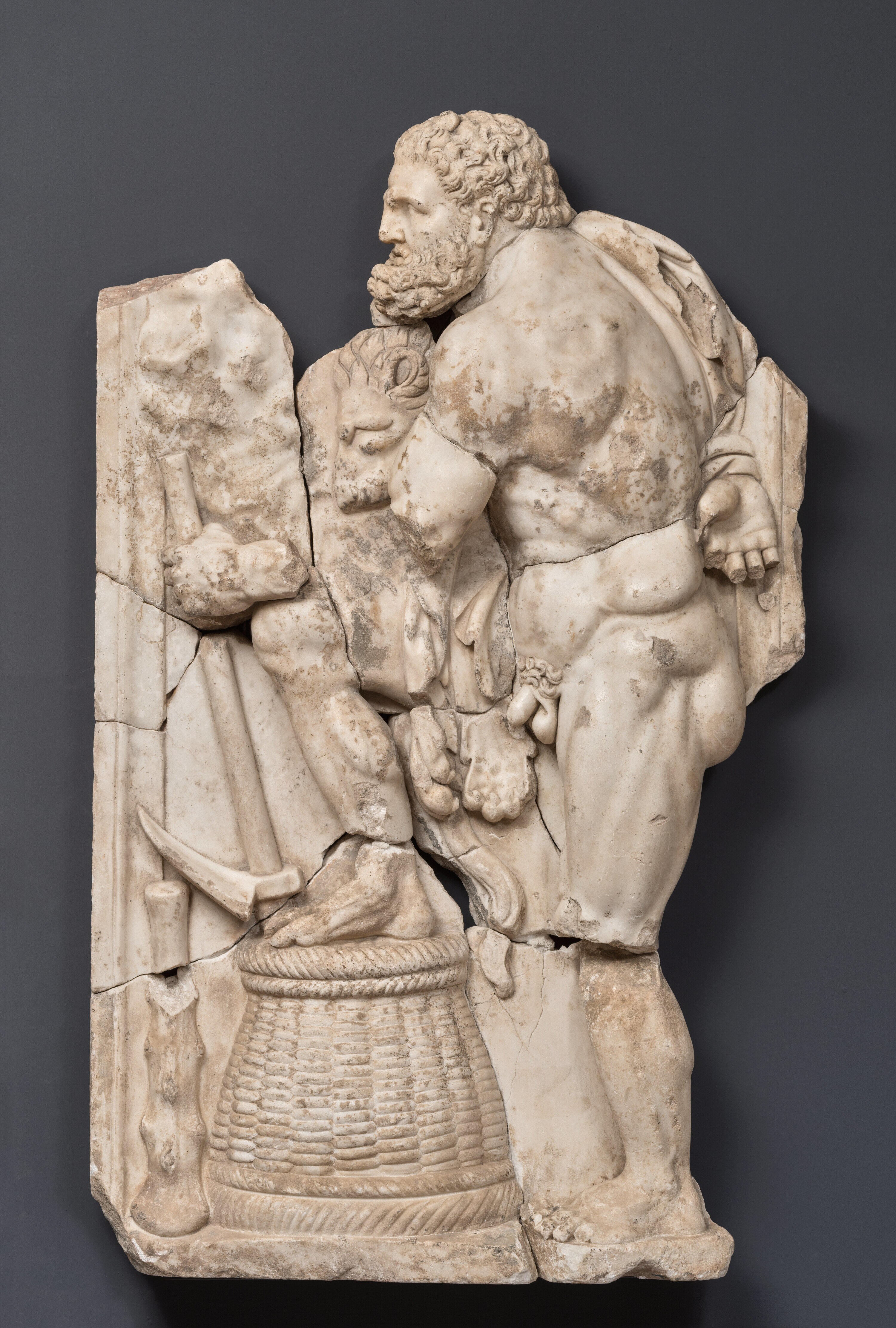
Hercule nettoyant les écuries d'Augias[Inv 12].
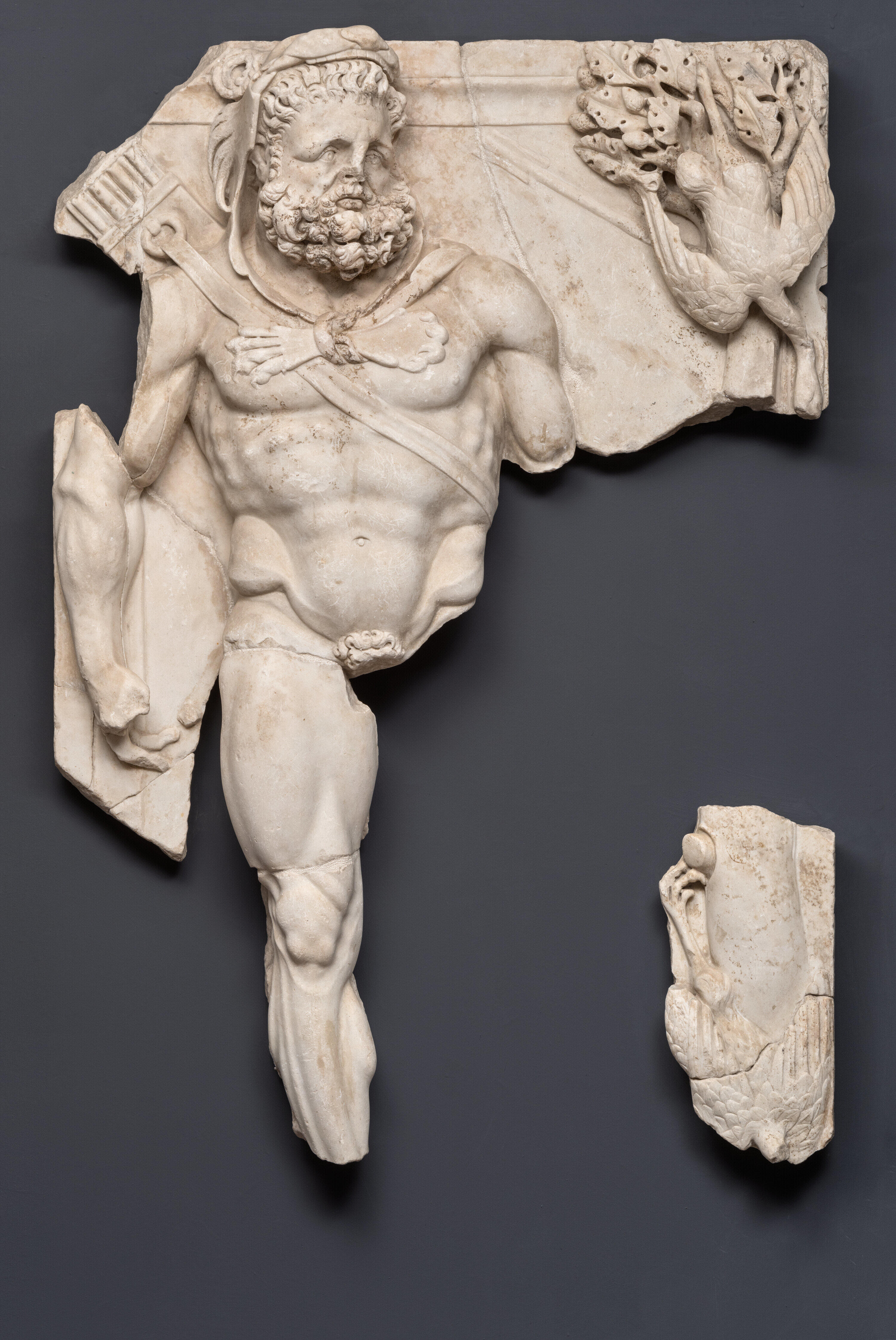
Hercule chassant les oiseaux du lac Stymphale[Inv 13].
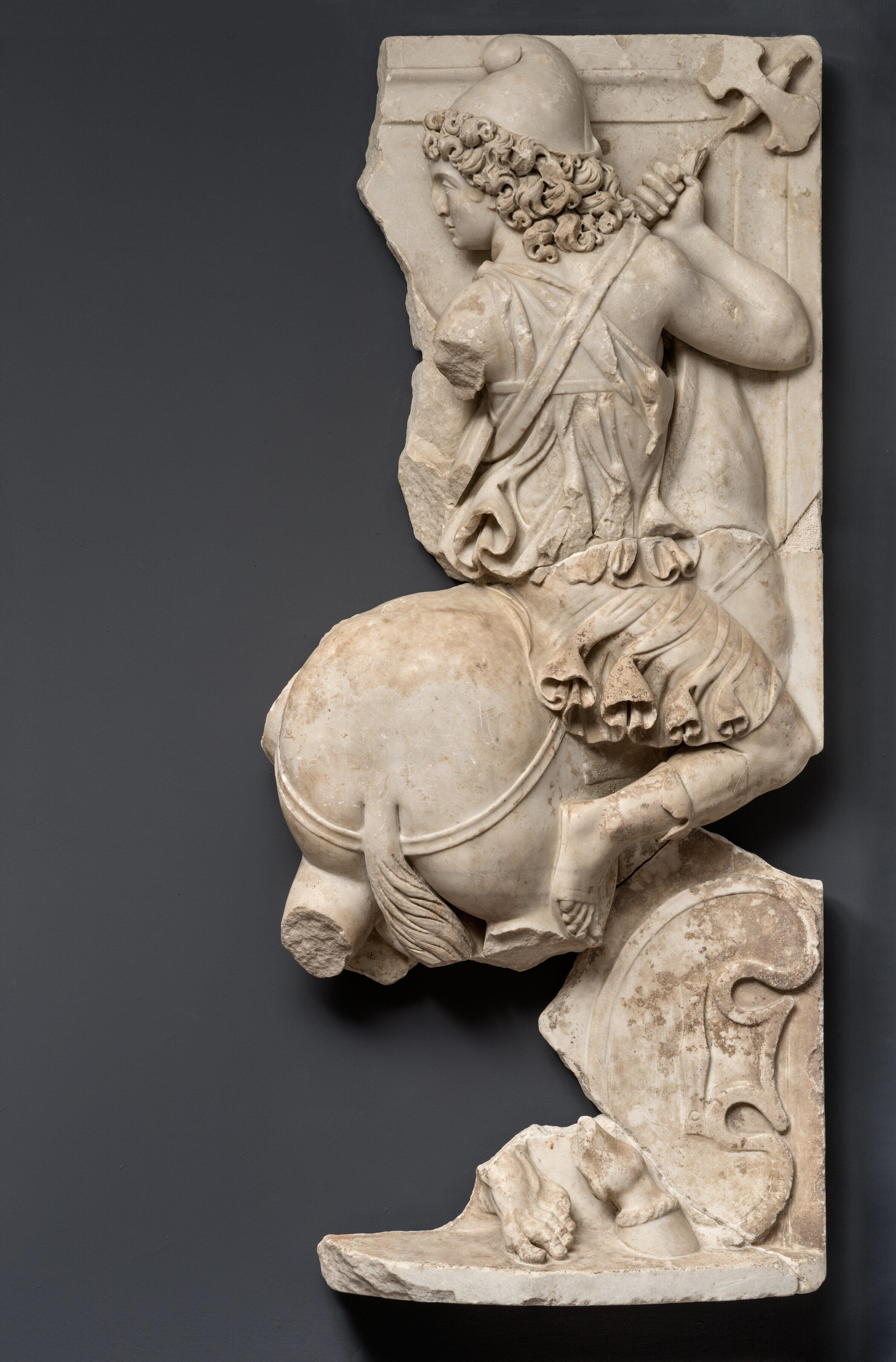
Hercule et l'amazone Hippolyté[Inv 14].
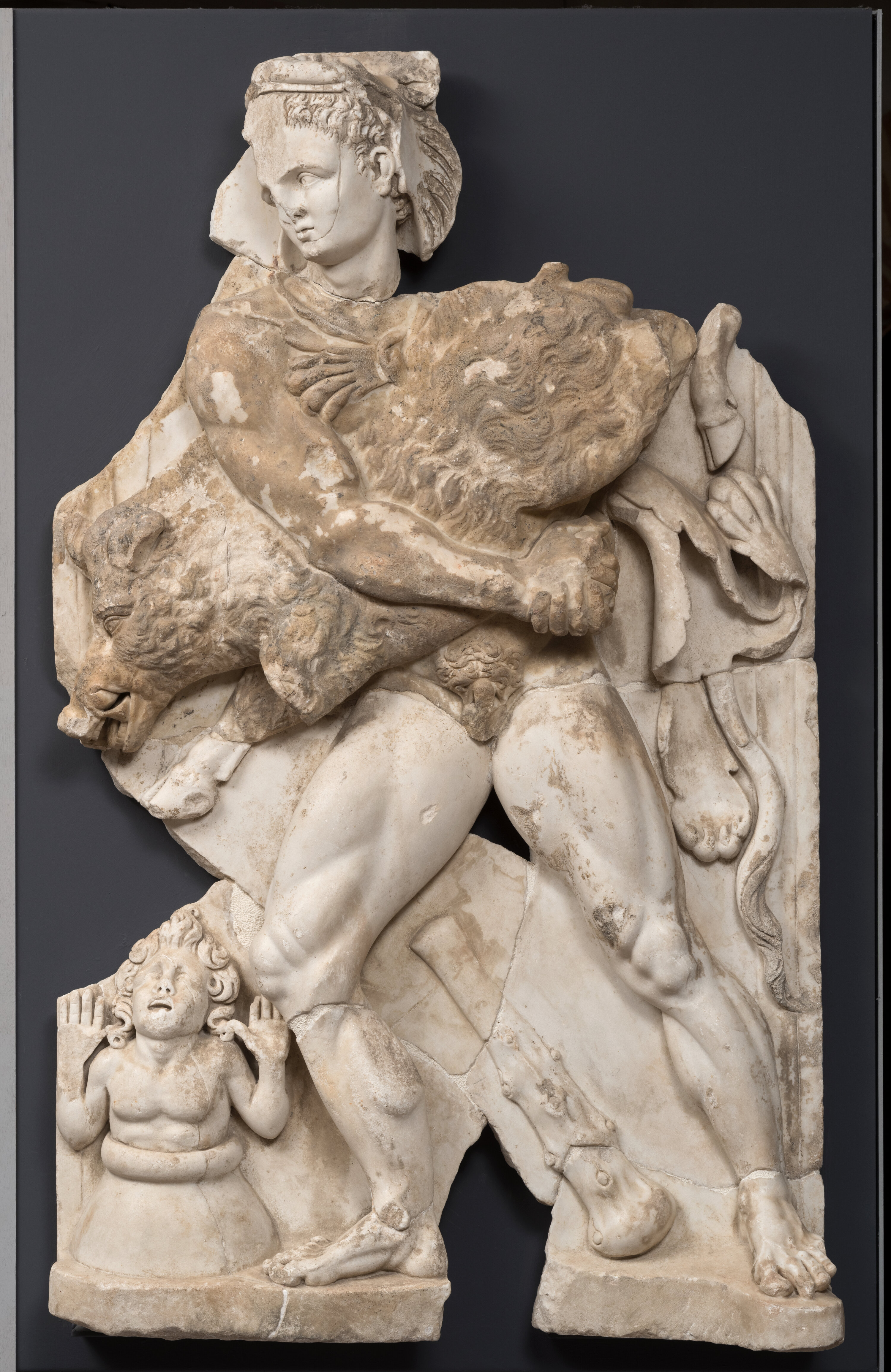
Hercule et le sanglier d'Erymanthe sous les yeux d'Eurysthée[Inv 15].
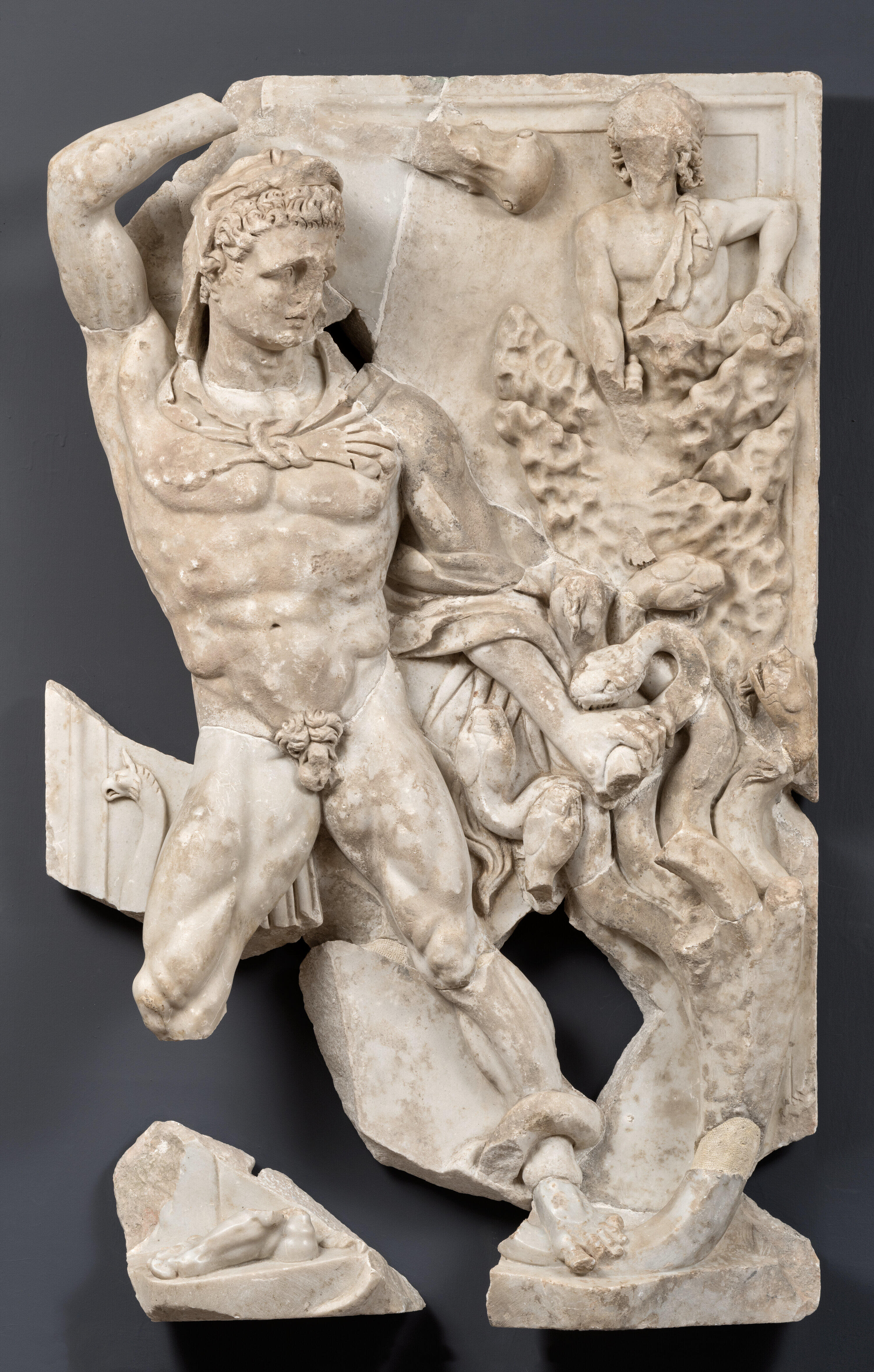
Hercule et Iolaos contre l'hydre de Lerne[Inv 16].
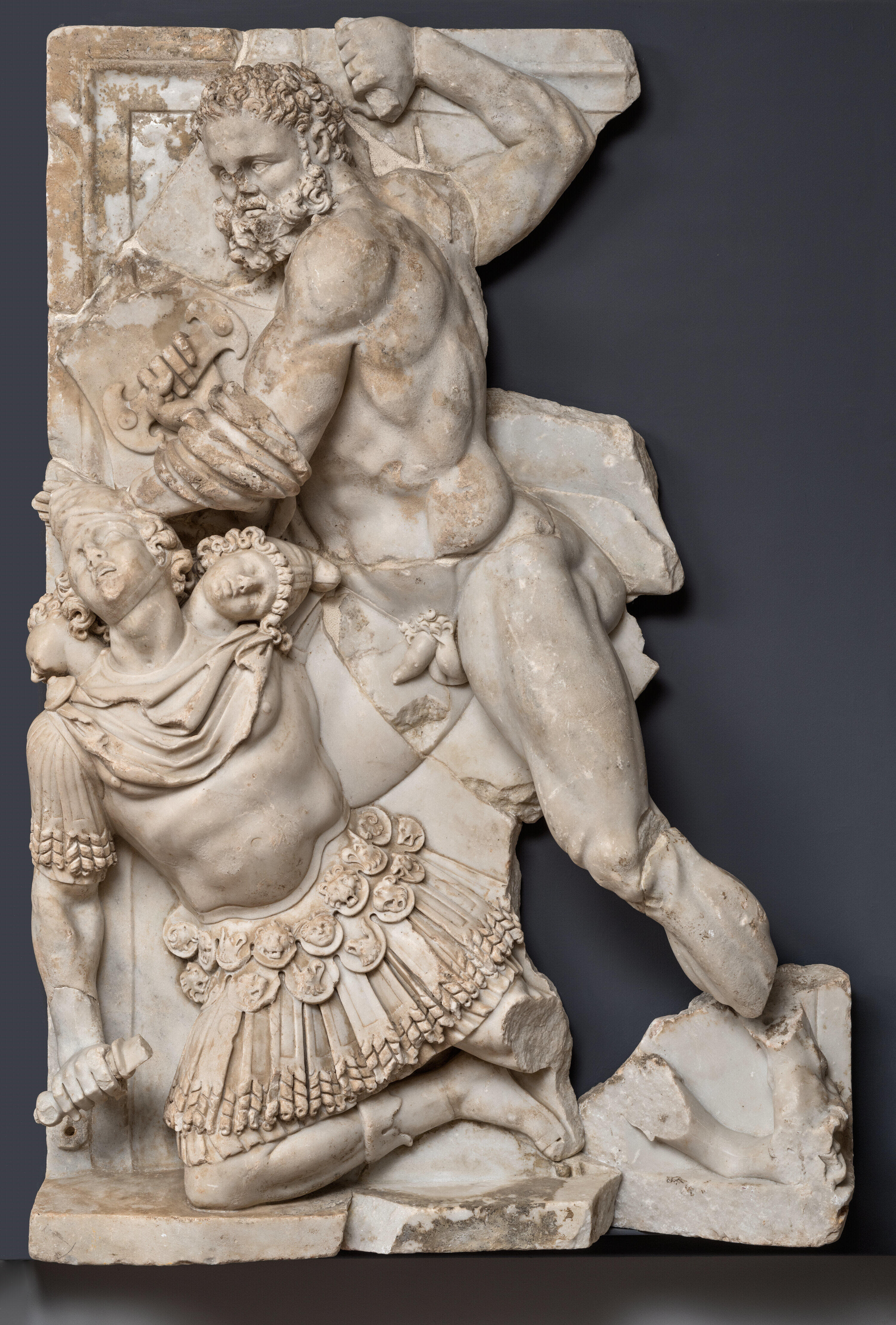
Hercule et Géryon[Inv 17].

Autres travaux représentés :
- Hercule contre le lion de Némée[Inv 18] ;
- Hercule saisissant les cornes du taureau de Crète[Inv 19] ;
- Hercule et Cerbère[Inv 20] ;
- Hercule dans le jardin des Hespérides[Inv 21] ;
- Hercule et Diomède[Inv 22].

Hercule au repos, Musée Saint-Raymond [39]

### Autres découvertes

#### Copies d'œuvres grecques
Le site a livré des copies romaines en marbre d'œuvres grecques, souvent de qualité. Les œuvres les plus populaires étaient diffusées et ont permis de conserver les travaux d'artistes dont les originaux, souvent en bronze, ont été perdus. Ces copies ont sans doute été réalisées à Rome. De nombreuses représentations mythologiques ont été retrouvées, parmi ces reproductions d'œuvres grecques d'époque classique, dont l'authentification au site pose parfois problème.

Statue d'Athéna du type Velletri
Harpocrate
Esculape
Hygie, déesse de la Santé
Copie de l'Athéna du sculpteur grec Myron
Bacchus inspiré de Praxitèle

Parmi ces œuvres : 
- têtes de Bacchus[Inv 23] ;
- tête de satyre[Inv 24] ;
- Harpocrate[Inv 25] ;
- Hercule[Inv 26] ;
- Mars[Inv 27] ;
- Eros[Inv 28] ;
- Esculape[Inv 29] ;
- Athéna[Inv 30] ;
- Hygie[Inv 31] ;
- Vénus dite « Vénus de Martres »[Inv 32].

#### Reliefs
Outre les reliefs des travaux d'Hercule, le site a livré des reliefs, parmi lesquels :

Sérapis Pluton et Cerbère[Inv 33] ;
- « Faunes dans un paysage »[Inv 34] ;
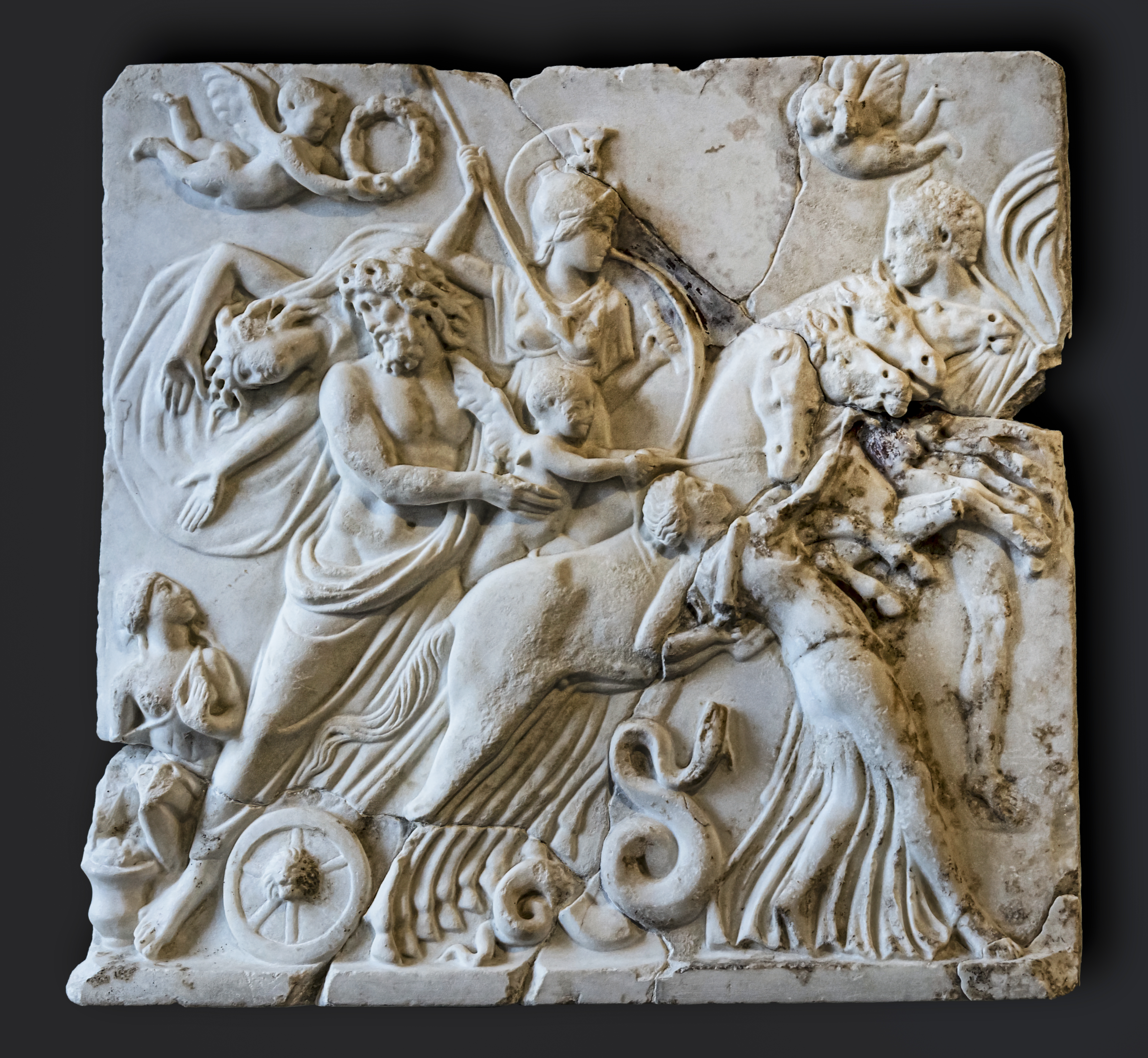
Enlèvement de Proserpine[Inv 35].
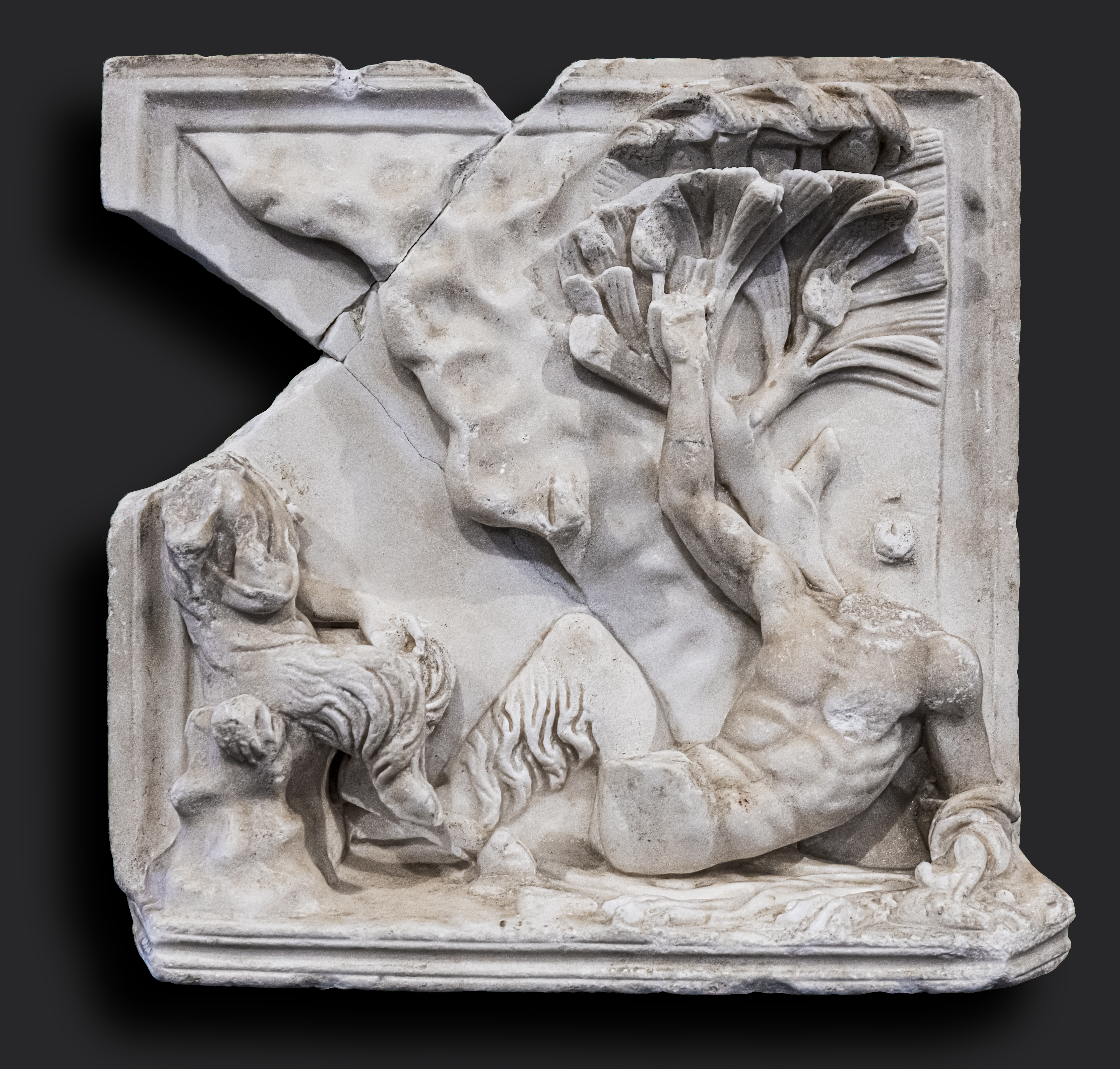
Faunes dans un paysage

En outre, doivent se rattacher au site de Chiragan une série de 15 masques de théâtre et une série de masques à thématique bacchique.

## Problématiques liées au site

### Problématique des sculptures
Le site s'est vu attribuer un grand nombre de découvertes par Léon Joulin et ces attributions ont été acceptées par les spécialistes. Les études récentes tendent cependant à en écarter certaines, d'autres pièces n'étant pas encore étudiées, conservées dans les réserves du musée Saint-Raymond et non encore cataloguées en 2006.
Les sculptures ont pour beaucoup d'entre elles été retrouvées mutilées, ce qui a suscité une interprétation d'une destruction volontaire mais aussi du fait des travaux agricoles.

### Problématique des marbres utilisés
La question du marbre utilisé interroge depuis la découverte du site au XIXe siècle. Le marbre utilisé est en majorité du marbre des Pyrénées dont du marbre de Saint-Béat. Le marbre local est utilisé pour les médaillons et la série consacrée aux travaux d'Hercule, alors que d'autres œuvres sont en marbre de Carrare ou marbre grec.

### Problématique liée à la polychromie des sculptures
Depuis 2020, Elisabetta Neri, une archéologue spécialisée dans la recherche de polychromie sur les sculptures, a lancé le projet POLYCHROMA. Il consiste en l'étude physico-chimique des sculptures antiques conservée dans divers musées européens et tunisiens, afin de retrouver des traces non visibles à l'œil nu de pigments de couleur.
Au musée Saint-Raymond, plusieurs sculptures découvertes à Chiragan ont été étudiées, parmi lesquelles les reliefs des travaux d'Hercule, les portraits de Maximien Hercule ou le relief de Sarapis-Pluton,.

### Problématique du propriétaire des lieux
Alexandre Du Mège pensait identifier le site à la cité de Calagorris de l'Itinéraire d'Antonin et le riche mobilier découvert à un palais impérial.
La villa est occupée d'Auguste à Arcadius par « des procurateurs chargés d'administrer les domaines impériaux » selon Léon Joulin. Certains chercheurs ont émis l'hypothèse d'un collectionneur. L'hypothèse de gouverneurs ou de hauts magistrats impériaux permettrait selon P. Gros d'expliquer « l'ampleur des éléments de réception et la place accordée à l'imagerie impériale officielle ». Une autre hypothèse a été avancée en 2009. La richesse de la villa avait toujours intrigué les archéologues, mais Jean-Charles Balty, historien de l'art et professeur à la Sorbonne a tenté de répondre à cette problématique en démontrant que la villa aurait appartenu à Maximien Hercule pendant son règne ainsi qu'au début de son usurpation pendant la deuxième tétrarchie ; cette villa serait donc bien à la fin de l'Antiquité, une villa impériale.

## Numéros d’inventaire au musée Saint-Raymond
1. ↑  Ra 34d - Inv. 30503.
2. ↑  Ra 34i - Inv. 30508.
3. ↑  Ra 34j - Inv. 30509.
4. ↑  Ra 34k - Inv. 30510.
5. ↑  341 - Inv. 30511.
6. ↑  Ra 34m - Inv. 30512.
7. ↑  Ra 34f - Inv. 30305.
8. ↑  Ra 34h - Inv. 30507.
9. ↑  Inv. 30154.
10. ↑  Inv. 30156.
11. ↑  Ra 82 - Inv. 30139.
12. ↑  Ra 28j - Inv. 30376.
13. ↑  Ra 28g - Inv. 30377.
14. ↑  Ra 28h - Inv. 30381.
15. ↑  Inv. 30375.
16. ↑  Inv. 30374.
17. ↑  Ra 28l - Inv. 30382.
18. ↑  Inv. 30372 et Ra 28a - Inv. 30373.
19. ↑  Ra 28b - Inv. 30378.
20. ↑  Ra 28e - Inv. 30379.
21. ↑  Ra 28f - Inv. 30372, 30383.
22. ↑  Ra 28i - Inv. 30380.
23. ↑  Dont Inv. 30334, 30344.
24. ↑  Inv. 30345 et Ra 131.
25. ↑  Inv.30310 Ra 40.
26. ↑  Inv. 30322, 30342.
27. ↑  Inv. 30362.
28. ↑  Inv. 30370.
29. ↑  Inv. 30311 et Ra 41.
30. ↑  Inv. 30339, 30340.
31. ↑  Inv. 30312 et Ra 42.
32. ↑  Inv. 30328 et Ra 52.
33. ↑  Inv. 30301.
34. ↑  Inv. 30304 et Ra 32.
35. ↑  Inv. 30358.